# Кобейн, Курт
Курт До́нальд Кобе́йн (англ. Kurt Donald Cobain; 20 февраля 1967, Абердин, Вашингтон — 5 апреля 1994, Сиэтл, Вашингтон) — американский рок-музыкант, вокалист, гитарист и автор песен. Наиболее известен как основатель и лидер рок-группы «Нирвана».
В середине 1980-х годов Кобейн начал увлекаться панк-роком, а в 1987 году вместе с Кристом Новоселичем образовал группу «Нирвана». После заключения договора с инди-лейблом Sub Pop «Нирвана» выпустила свой дебютный альбом Bleach. На волне интереса к сиэтлской рок-музыке группа подписала контракт со звукозаписывающей компанией DGC Records.
Второй альбом «Нирваны» — Nevermind — вышел в 1991 году и принёс Кобейну всемирную известность. Песня «Smells Like Teen Spirit» стала хитом, а сам альбом поднялся на вершину альбомного чарта Billboard 200. Стиль сиэтлских групп альтернативного рока получил название «гранж» и стал самым популярным направлением рок-музыки первой половины 1990-х. Кобейна называли «голосом поколения» из-за бунтарского образа, запоминающейся музыки и искренних текстов песен, выражавших эмоции подростков того времени.
Обратной стороной славы Кобейна стали его депрессия и зависимость от героина. После женитьбы на рок-певице Кортни Лав и рождения ребёнка музыка отошла для него на второй план. В составе «Нирваны» музыкант успел выпустить сборник редких песен Incesticide (1992) и альбом In Utero (1993), но из-за проблем со здоровьем ему пришлось прервать гастроли. После нескольких тщетных попыток излечиться от наркотической зависимости 5 апреля 1994 года Курт Кобейн покончил жизнь самоубийством.
Кобейн считается одним из ключевых музыкантов гранжевой сцены и входит в число 100 величайших гитаристов всех времён по версии журнала Rolling Stone. В 2014 году был посмертно включён в Зал славы рок-н-ролла в составе «Нирваны».

## Биография

### Детство и юность (1967—1985)

#### Происхождение и семья
Курт Дональд Кобейн родился 20 февраля 1967 года в Абердине, штат Вашингтон. Прибрежный город с населением 19 тысяч человек был одним из крупнейших портов Западного побережья США. Большинство жителей занималось лесозаготовкой, но из-за сокращения промышленности город постепенно приходил в упадок. Семья Кобейнов жила в Хоквиеме, небольшом пригороде Абердина. 21-летний Дон Кобейн работал механиком в компании «Шеврон», а 19-летняя Венди недавно окончила среднюю школу. Отец Курта был выходцем из иммигрантской семьи, переехавшей из Ирландии в 1875 году, а мать происходила из семьи Фраденбургов, имевшей немецкие, ирландские и английские корни. Новорождённый Курт весил три с половиной килограмма, у него были смуглая кожа, тёмные волосы и ярко-голубые глаза. Через несколько месяцев кожа посветлела, а волосы стали русыми.
Семья Кобейнов жила бедно, но сына обеспечивали всем необходимым. Помимо покупки игрушек, мать оплатила профессиональную фотосессию, на которой маленький Курт был одет в платье в «стиле Фаунтлерой», а позже взяла в аренду кинокамеру Super 8, чтобы снимать ребёнка. В сентябре 1969 года Кобейны купили двухэтажный дом в неблагополучном районе Абердина возле реки Уишки. Вскоре Венди Кобейн забеременела вновь, и у трёхлетнего Курта появилась сестра Кимберли. В 1972 году Курт пошёл в детский сад в начальной школе Роберта Грея. Он был прилежным учеником и выделялся умением рисовать. Помимо этого, Курт придумывал стихи, напевал их под музыку и подбирал простые на слух мелодии. Родители купили ему игрушечные барабаны, но больше Курту нравилось садиться за настоящую установку у дяди Чака или брать в руки тяжёлую гитару тёти Мари.

#### Развод родителей
В 1974 году Дон Кобейн сменил профессию и стал работать в офисе лесозаготовительной компании Mayr Brothers. Кобейнам постоянно приходилось занимать деньги у родителей, из-за чего начали возникать ссоры. Дон вымещал злость на сыне, отчитывая за проступки. Он избивал Курта — несильно, но регулярно, из-за чего мальчик в страхе прятался в шкафу. Самыми близкими родственниками Курта стали бабушка Айрис и дедушка Лиланд, с которыми в марте 1975 года он впервые посетил Диснейленд.
В феврале 1976 года Венди Кобейн подала на развод, так как муж проводил на стадионе больше времени, чем в кругу семьи: он был судьёй, тренером и играл в нескольких командах. 9 июля 1976 года совместное имущество было разделено между супругами, а дети остались под опекой матери. Для Курта развод родителей стал катастрофой; он ушёл в себя и написал на стене комнаты «Ненавижу папу, ненавижу маму, папа ненавидит маму, мама ненавидит папу». Курт решил остаться с отцом и жил с ним в полуприцепе, навещая мать и сестру на выходных. Дон купил сыну мини-байк Yamaha, они вместе ходили на бейсбольные матчи, а после вдвоём сидели в кафе. Мальчик боялся потерять отца и заставил его пообещать, что тот никогда больше не женится, и они всегда будут вместе. Зимой 1976 года Курт перешёл в школу Бикон в Монтесейно и за несколько недель стал одним из самых популярных учеников, восстановив в себе уверенность после развода родителей.
Осенью 1977 года Дон Кобейн начал ухаживать за разведённой Дженни Уэстби, и вскоре они поженились. У Курта появились сводные младшие брат и сестра — Минди и Джеймс. Вначале ему нравилась мачеха, но после он стал ощущать дефицит внимания и ушёл в себя. После переезда в новый дом в Монтесейно Курту досталась собственная комната, и он приободрился. В январе 1979 года у него появился ещё один сводный младший брат — Чад. Тем не менее Курт так и не оправился от развода и испытывал к Дону и Венди противоречивые чувства: с одной стороны, он искренне любил их, с другой — ревновал и подсознательно обвинял в предательстве. В июне 1979 года окончательно рассорившиеся Дон и Венди Кобейн договорились о том, чтобы законная опека над Куртом перешла к его отцу.
В сентябре 1979 года Курт пошёл в седьмой класс. Он играл на барабанах в школьной группе, выступая вместе с духовым оркестром на собраниях или спортивных матчах. Чтобы угодить отцу, Курт поступил в юниорскую команду по борьбе. Его отношения с семьёй немного наладились; он всё ещё жаловался отцу на мать, а матери на отца, но зато ужился с младшими братьями и сёстрами.
Когда Курту исполнилось четырнадцать лет, он начал увлекаться наркотиками, стал курить марихуану и принимать ЛСД, а также стал часто пропускать школу. Его конфликты с семьёй участились. Курт переехал в спальню, оборудованную в подвале, и целыми днями слушал там музыку и играл на электрогитаре, подаренной дядей Чаком на день рождения. Он перестал помогать по дому, а родители в отместку лишили его карманных денег. Кульминацией конфликта стали юношеские соревнования по борьбе, на которые пришёл Дон Кобейн. Увидев отца на трибуне, Курт поддался сопернику, чтобы насладиться яростью Дона, мечтавшего о спортивной карьере сына.

#### «Жизнь под мостом»
В марте 1982 года Курт Кобейн отказался жить с отцом и мачехой и покинул дом. Он поселился у дедушки Лиланда возле Монтесейно и сперва пытался помогать родственникам, но со временем стал бездельничать, и летом его выгнали из трейлера. Следующие несколько месяцев Кобейн провёл с дядей Джимом в Южном Абердине, наслаждаясь акустической системой с огромной коллекцией пластинок. После юноша жил у братьев и сестёр Венди Кобейн, но нигде не оставался надолго. Когда Курт жил с дядей Чаком, который играл в музыкальной группе, то попросил его знакомого — Уоррена Мейсона — дать несколько уроков игры на гитаре. Ему купили инструмент Ibanez, и несколько месяцев Курт разучивал любимые песни, такие как «Stairway to Heaven» и «Back in Black».
Второй курс средней школы осенью 1982 года Курт начал в Монтесейно, но через несколько месяцев перешёл в абердинскую школу Уэтервакс, которую окончили его родители. Там он не сошёлся с другими учениками и продолжал встречаться с друзьями из Монтесейно. Он забросил спорт и ещё более отдалился от окружающих. Единственное, что его интересовало в новой школе, — уроки рисования. После перехода в Уэтервакс Курт переехал к матери, встречавшейся с 22-летним Майком Медаком. Курта смущали молодые любовники матери и её пристрастие к алкоголю; он часто дрался с друзьями, которые находили Венди привлекательной. Кобейн всё так же продолжал увлекаться музыкой. В марте 1983 года он впервые попал на рок-концерт, посетив выступление Сэмми Хагара и Quarterflash в Сиэтл-Центр-Колизеуме. Летом 1983 года Курт увидел местную панк-группу Melvins, после чего написал в своём дневнике, что это «именно то, что он искал». Кобейн был восхищён фронтменом Баззом Осборном, которого знал по средней школе, и вскоре стал посещать репетиции группы.
На третьем курсе учёбы в Уэтерваксе Кобейн обзавёлся постоянной подругой, пятнадцатилетней Джеки Хагарой. Внешность Курта преобразилась, вместо милого подростка он начал выглядеть жутковато. Кобейн отрастил длинные немытые волосы, которые красил в тёмно-красный цвет, носил футболки с названиями панк-групп и неизменное длинное пальто. Он постоянно искал выпивку или наркотики, из-за чего часто ссорился с матерью. Очередной ухажёр Венди — портовый грузчик Пэт О’Коннор — постоянно дразнил «заблудшего сына» и называл его «педиком», потому что тот не водил домой подружек. В отместку Курт пригласил домой Джеки Хагару, твёрдо намереваясь лишиться девственности, но их застала Венди и выгнала из постели. И хотя в ту ночь Курту удалось добиться желаемого, вернувшись домой, он обнаружил, что его личные вещи были упакованы — мать выставила его из дома.
Семнадцатилетний Курт остался на улице без средств к существованию, формально числясь на третьем курсе, но постоянно пропуская учёбу. Позднее он описывал этот период как «жизнь под мостом», хотя он никогда не ночевал возле реки, а лишь покуривал там марихуану с друзьями. Он пробирался в многоквартирные дома в Абердине и ночевал в спальном мешке в коридорах, коротал время в зале ожидания больницы Грейс-Харбор и крал еду в кафетерии. Через четыре месяца Кобейн вернулся к отцу в Монтесейно, но понимал, что это было временной мерой. Работа по стрижке газонов, которую нашла мачеха, ему скоро наскучила. Дон Кобейн пригрозил сыну, что отправит в армию, и Курт даже пообщался с рекрутёром, но решил не связываться со службой.
В 1984 году Кобейн переехал к своему другу — Джесси Риду, в дом у реки Норт в двадцати километрах от Абердина. Мальчики вместе ходили в церковь, чем впечатлили религиозную семью. Огромный дом был заполнен музыкальным оборудованием, так как Рид играл в рок-н-рольной группе Beachkombers вместе с дядей Курта. Курт и Джесси тоже играли на гитарах и джемовали со знакомыми, включая Криста Новоселича, знакомого по средней школе и репетиционной точке Melvins. Курт попытался вернуться в школу в Уэтерваксе, но отставал по всем предметам, кроме рисования, и вскоре забросил учёбу. Он попробовал свои силы в средней школе для взрослых в Абердине, но и там продержался всего две недели. Рид устроил Кобейна мойщиком посуды в ресторане в Грейленде. Хоть семья Ридов и окружила Курта вниманием и заботой, в марте 1985 года его поведение вновь испортилось. Он порезал палец на работе и уволился, перестал играть на гитаре из-за травмы руки, начал пить и принимать наркотики, а также уговаривал Джесси бросить школу. Когда он забыл ключ и выбил окно, чтобы попасть в дом, родители Рида не выдержали и выставили Курта на улицу.

### Начало музыкального пути (1985—1988)

#### Мечты о карьере
В мае 1985 года Курт Кобейн устроился дворником в молодёжную христианскую ассоциацию, иногда подменяя других служащих в роли спасателя на воде или тренера, а также проработал два месяца уборщиком в собственной школе Уэтервакс. 1 июня 1985 года Кобейн снял первую квартиру в Абердине и поселился с Джесси Ридом. Стены захудалого жилища с аскетичной мебелью были выкрашены в розовый цвет, из-за чего его называли «розовой квартирой». Джесси и Курт воровали садовую мебель и надгробия с соседнего кладбища, складируя их в квартире, а по ночам рисовали граффити на стенах зданий. 23 июля 1985 года Кобейна застали полицейские и отправили в участок, оштрафовав на 180 долларов и осудив условно на 30 суток. Со временем безобидные дурачества между друзьями стали перерастать в серьёзные разногласия, и из-за этого Курт выгнал Джесси из своей квартиры. Ещё через два месяца владелец квартиры выгнал из неё самого Курта, который не вносил арендную плату.
В октябре 1985 года Кобейн поселился в доме семьи учителя Лэмонта Шиллингера, который ранее состоял в церкви мормонов и принял Курта как собственного сына. Кобейн спал в гостиной, исполняя работу по дому вместе с шестью детьми Шиллингера. Ещё в «розовой квартире» он начал писать собственные песни, мечтая быть похожим на U2 и R.E.M., а в декабре 1985 года стал репетировать с бас-гитаристом Дэйлом Кровером и барабанщиком Грегом Хокансоном, основав группу Fecal Matter. У тёти Мари он записал несколько песен на катушечный магнитофон, а в доме Шиллингеров сделал несколько копий плёнки. Группа распалась, так и нигде не выступив, но у Кобейна осталась кассета — доказательство собственного музыкального таланта. 18 мая 1986 года Курт в пьяном виде залез на крышу чужого дома, и его вновь задержала полиция. Шиллингер не смог внести залог, и Курту пришлось провести в тюрьме восемь дней. Вскоре он подрался с Эриком Шиллингером, после чего терпению его отца пришёл конец, и он выгнал Курта из дома.
1 сентября 1986 года Кобейн въехал в свой первый собственный дом. Он занял 200 долларов у матери и снял полузаброшенное здание в Абердине. Соседом Курта стал Мэтт Лукин из группы Melvins. Помещение было забито инструментами и аппаратурой, в нём часто проходили джем-сейшены группы. Кобейн много путешествовал с группой Melvins в роли тур-менеджера, однако это не приносило ему ни дохода, ни славы, но позволяло приобщиться к жизни рок-музыкантов. Чтобы оплачивать аренду, Курт подрабатывал уборщиком в отеле Ocean Shores и занимался укладкой ковров. В свободное время злоупотреблял наркотиками и алкоголем, тратил деньги на пиво, ЛСД, марихуану или вдыхал пары аэрозоля из банок с гелем для бритья. Уже тогда Кобейн беспрестанно говорил о ранней смерти и самоубийстве, повторяя, что вряд ли доживёт до тридцати лет.
Вскоре Базз Осборн переехал в Калифорнию, и группа Melvins заявила о своём распаде. Через месяц выяснилось, что так группа избавилась от Мэтта Лукина, соседа Курта по комнате. Кобейн поддержал Лукина в конфликте, впервые заявив о несогласии с мнением Осборна. Это освободило Курта от необходимости подражать Баззу в своём творчестве и раскрепостило его. Вместо Лукина в доме поселился друг Кобейна из Олимпии — Дилан Карлсон. Когда Курту исполнилось двадцать лет, у него появилась подружка Трейси Марандер, с которой они познакомились в панк-рок-клубе. Они переехали в Олимпию и сняли однокомнатную квартиру. Трейси работала в кафетерии и содержала Кобейна и Карлсона, а сам Кобейн целыми днями смотрел телевизор, играл на гитаре или создавал картины и инсталляции.

#### Собственная группа
Переезд в собственный дом послужил толчком для реализации творческих планов Курта Кобейна. К началу 1987 года образовался постоянный состав музыкантов, репетировавших вместе по выходным, куда, кроме Кобейна и Криста Новоселича, вошёл барабанщик Аарон Буркхард. В марте 1987 года группа дала свой первый концерт, сыграв перед группой незнакомых нетрезвых подростков. Несмотря на проблемы со звуком и творившийся на концерте хаос, Курт был доволен, впервые выступив перед настоящей аудиторией. Группа сыграла ещё на нескольких вечеринках и попала на радиошоу на студенческой радиостанции. Запись передачи очутилась в руках промоутера Джима Мэя, который пригласил музыкантов на выступление в Любительском народном театре в Такоме. Группа выбрала название Skid Row, не зная о существовании одноимённого глэм-рокового коллектива. Помимо собственных песен, в репертуаре появилась кавер-версия композиции Shocking Blue — «Love Buzz», ставшая визитной карточкой группы.
В конце 1987 года Курт разместил в сиэтлской газете The Rocket объявление о поиске барабанщика на смену Буркхарду, который устроился на постоянную работу в Абердине и не успевал на репетиции. За ударную установку сел Дейл Кровер из группы Melvins, недавно вернувшийся из Калифорнии. У Курта накопилось много собственных песен, и 23 января 1988 года музыканты отправились в студию Reciprocal, где записывались местные группы — Mudhoney, Soundgarden и Mother Love Bone. Под руководством начинающего продюсера Джека Эндино они записали и свели девять с половиной песен (на десятую не хватило плёнки) за шесть часов. В этот же день они впервые согласились взять у Мэя плату за концерт — 10 долларов, компенсирующие затраты на бензин. Для Курта это стало знаковым событием, ведь он стал профессиональным музыкантом, зарабатывающим на жизнь. Он также настоял на том, чтобы очередное выступление в Абердине было снято на видеоплёнку, понимая, что ротация на музыкальном телеканале MTV будет непременным шагом на пути к славе.

### Создание «Нирваны» (1988—1990)

#### Контракт с Sub Pop
В марте 1988 года Дэйл Кровер вернулся в Melvins, но порекомендовал вместо себя барабанщика Дейва Фостера из Абердина. 19 марта они впервые выступили вместе под названием «Nirvana, также известные как Skid Row, Ted Ed Fred, Pen Cap Chew и Bliss». В апреле «Нирвана» впервые выступила в Сиэтле. Демозапись попала в руки друзьям Джека Эндино, которые заинтересовались группой. Курту позвонил совладелец местного лейбла Sub Pop Джонатан Поунмэн, диджей радиостанции KCMU Ширли Карлсон поставила в эфир песню «Floyd the Barber», а Дон Андерсон из газеты The Rocket решила написать статью о группе.
Кобейн начал переговоры с лейблом Sub Pop, который стремился стать «северо-западным Motown». Было решено выпустить сингл, записанный на деньги лейбла. Поскольку Дэйв Фостер попал в тюрьму из-за драки, на его место взяли нового барабанщика Чада Ченнинга. В июне записали четыре песни, а нанятый фотограф сделал снимки группы для обложки пластинки. Из-за финансовых проблем лейбла релиз задерживался, и Кобейн начал переживать, что связался не с той компанией. Группа не прекращала концертные выступления, держась на сцене всё увереннее. 28 октября они выступили в Сиэтле на разогреве у Butthole Surfers, а через два дня отыграли короткий концерт в Олимпии, на котором Курт впервые разбил свою гитару. Тремя неделями позже вышел сингл «Love Buzz». Один экземпляр Курт отправил на сиэтлскую радиостанцию KCMU, а через несколько часов позвонил в студию и заказал собственную песню. «Он сидел там [в машине], слушая, как его передают по радио, с широкой улыбкой на лице», — вспоминала Трейси.
Выход «Love Buzz» усилил позиции «Нирваны» на лейбле Sub Pop. Сам Курт невысоко ценил эту кавер-версию, считая слишком коммерческой и рассчитывая добиться славы с оригинальным материалом. В новый сборник лейбла Sub Pop 200 была включена песня «Spank Thru». Курт также написал композицию «About a Girl», посвятив её Трейси. Эта романтичная песня отличалась от его предыдущего творчества и была навеяна альбомом Meet the Beatles!. Он всё увереннее совмещал в своих песнях панк-рок в стиле Melvins, а также хеви-метал и поп-музыку, которыми увлекался с детства. Курт также изучил литературу о музыкальном бизнесе и согласовал с лейблом проект договора, согласно которому группа получала 6000 долларов за первый год контракта, 12 000 и 24 000 — за второй и третий.

#### Первый альбом.Bleach
В декабре 1988 года «Нирвана» отправилась в студию, чтобы записать песни для дебютного альбома. Во время концерта в Сан-Франциско Курт обратил внимание на плакат «Дезинфицируйте свои шприцы», посвящённый борьбе со СПИДом, после чего принял решение назвать альбом Bleach (с англ. — «дезинфицирующий раствор»). Группа находилась в турне по Западному побережью, зачастую выступая перед несколькими десятками зрителей, которые едва слышали о «Нирване». Самые крупные концерты проходили на разогреве у более именитых коллективов, таких как Melvins, Living Colour, Fluid, Skin Yard и Girl Trouble, и всегда сопровождались беспорядками, так как музыка «Нирваны» идеально подходила для слэма. Вторым гитаристом группы временно стал Джейсон Эверман, одолживший Курту 600 долларов для записи Bleach. Взамен имя Эвермана попало в выходные данные альбома, хотя он и не участвовал в записи.
В июне 1989 года вышел дебютный альбом «Нирваны» Bleach. В газете The Rocket пластинку назвали неоднородной и противоречивой. Группа на два месяца отправилась в свой первый крупный тур по США. Музыканты путешествовали в фургоне, выступая перед небольшими группами слушателей, ночуя прямо в автомобиле и пытаясь заработать на бензин продажей футболок. За две недели до окончания турне Кобейн поссорился с Джейсоном Эверманом, отменил оставшиеся выступления и вернулся домой к Трейси.

#### Европейское турне и новый барабанщик
Следующей вехой карьеры Кобейна должен был стать тур по Европе. Для продвижения группы решили выпустить новый мини-альбом, и в августе 1989 года на студии Music Source Studio записали пять композиций Кобейна. Песни существенно отличались от предыдущих более сложной музыкальной структурой и нетривиальными текстами, носившими автобиографический характер. Курт и Крист также записали с Марком Ланеганом из Screaming Trees несколько песен Ледбелли. «Нирвана» дала ряд концертов на Среднем Западе, во время которых Курт с удивлением заметил, что зрителей стало больше, и многие знали его песни. В октябре 1989 года «Нирвана» отправилась в Лондон с другой группой Sub Pop Tad. Вопреки ожиданиям Курта, турне оказалось очень утомительным (37 концертов за 42 дня), но не прибыльным. К концу тура Кобейн был истощён морально и физически. 27 ноября во время концерта в Риме он залез на акустическую систему и пригрозил, что покончит с собой, прыгнув вниз. По возвращении домой Курт решил, что больше не хочет иметь дело с Sub Pop, и собрался сменить лейбл.

Известность «Нирваны» росла, и во время концерта с Melvins в январе 1990 года стало очевидно, что группа Кобейна обгоняет в популярности его бывших кумиров, став одним из самых ценных активов Sub Pop, наряду с Tad и Mudhoney. В марте 1990 года Кобейн провёл небольшой тур, по возвращении из которого начал работать над новыми песнями. В апреле «Нирвана» отправилась в Висконсин, где на студии Smart Studios были записаны демоверсии восьми композиций под руководством продюсера Бутча Вига. Курт хотел назвать новый альбом Sheeps (с англ. — «Овцы»), насмехаясь над слушателями, которые захотят купить его, потому что так делают все. «Нирвана» отправилась в очередной тур, где после месяца гастрольной жизни Курт начал срывать свою злость на барабанщике Чаде Ченнинге. Вернувшись домой, Кобейн две недели не общался с Ченнингом, а после приехал к нему с Новоселичем и коротко сообщил, что барабанщик исключён из группы. «У меня было такое чувство, будто я только что кого-то убил», — переживал Курт.
Оставшись без постоянного барабанщика, музыканты наняли Дэна Питерса из Mudhoney и записали сингл «Sliver». В короткое турне с Sonic Youth они отправились с барабанщиком Дэйлом Кровером. В ходе концертов с Куртом и Кристом впервые встретился A&R-агент Брет Хартман, представлявший лейбл MCA Records. Базз Осборн порекомендовал «Нирване» 21-летнего Дэйва Грола из Виргинии. Отыграв несколько репетиций, Курт и Крист поняли, что Грол своей энергичной манерой идеально подходил группе. Через несколько недель Грол отыграл свой первый концерт с «Нирваной» в Олимпии, после чего отправился в тур по Европе.

#### Разрыв с Трейси Марандер
После трёх лет совместной жизни отношения Курта с Трейси начали ухудшаться и они начали отдаляться друг от друга. Если раньше Курт финансово зависел от подруги, то теперь у него был собственный бизнес, занимавший бо́льшую часть его времени. Поведение Кобейна также становилось всё более странным; в дневнике он оставлял записи, совмещающие фантазию и реальность, а по ночам ему снились кошмары. В ходе весенних концертов Кобейн решился позвонить Трейси и сообщить, что им нужно пожить отдельно. Вернувшись из турне, Курт признался, что впервые изменил Трейси и влюбился в другую девушку. Его избранницей стала участница местной группы Bikini Kill Тоби Вэйл, которая была моложе Курта на два года. Встреча с Тоби впечатлила Курта, и позднее он написал об этом фразу: «Я так тебя люблю, что меня тошнит», попавшую в песню «Aneurysm». Они ходили на концерты и говорили о панк-роке, но не жили вместе, так что многие не подозревали, что они были парой. Трейси оставалась жить с Куртом ещё три месяца, пока не нашла новое жильё в Такоме.
После разрыва с Трейси Курт жил один, так как новая подруга Тоби не собиралась переезжать к нему домой. Курт стал замкнутым и молчаливым, «будто ребёнок, переживший серьёзную травму». Его настроение улучшилось после того, как к нему переехал Дэйв Грол. Барабанщик стал убираться в доме, стирать одежду и поддерживал квартиру в сносном состоянии. Грол стал встречаться с подругой Тоби Кэтлин Ханной, и они часто общались вчетвером: Курт, Дэйв, Тоби и Кэтлин. На одной из таких вечеринок Кэтлин написала на стене фразу: «Курт пахнет подростковым духом» (с англ. — «Kurt smells like Teen Spirit»), намекая на дезодорант Тоби, которым пропитался её партнёр. Курт начал всерьёз задумываться о покупке собственного дома, рассчитывая на выгодный контракт с фирмой звукозаписи. Всё рухнуло в начале ноября 1990 года, когда Тоби бросила Курта. Разрыв подкосил музыканта, и он возненавидел себя за это. Курт написал о Тоби несколько песен и много рисовал, создавая гневные изображения, пропитанные темами ненависти, секса и насилия. Болезненное расставание с подругой Курт решил преодолеть с помощью героина. Переборов страх уколов, Кобейн попробовал этот наркотик в ноябре 1990 года и обнаружил, что состояние эйфории позволяет уменьшить душевную и физическую боль. Друзья Курта встревожились, узнав о его пристрастии к героину. Кобейна пыталась образумить даже бывшая возлюбленная Трейси, простившая его и изредка проводившая с ним время.

### Путь к успеху (1990—1992)

#### Контракт с Geffen
В мае 1990 года пришло время заключать новый контракт с лейблом Sub Pop. Изучив проект договора, Кобейн понял, что не хочет его подписывать. Его не устраивало отношение лейбла, не обеспечившего дебютный альбом «Нирваны» требуемой раскруткой и не делившегося информацией о продажах. У группы не было полноценного управляющего, финансовыми вопросами заведовал Крист Новоселич, поэтому Кобейн обратился к менеджеру Soundgarden Сьюзан Сильвер, а та порекомендовала обратиться к адвокату Алану Минцу. Минц попытался уговорить музыкантов остаться на Sub Pop, но, получив категорический отказ, начал искать возможности для сделки с крупным лейблом.
Осенью 1990 года Курт подписал контракт с Virgin Publishing. Согласно договору, ему немедленно выплачивалось три тысячи долларов. Первую заработанную тысячу Курт потратил в магазине Toys R Us, купив игровую приставку, видеокамеру и несколько игрушек. Кобейн договорился с управляющей компанией Gold Mountain, чтобы она представляла интересы «Нирваны» на переговорах с лейблами. Фаворитом была звукозаписывающая компания Carisma Records, где музыкантам предлагали контракт на 200 000 долларов. В последний момент группа выбрала лейбл Geffen, последовав совету своих кумиров из Sonic Youth. По контракту с дочерним подразделением Geffen DGC Records «Нирвана» получала 287 000 долларов, одну из самых крупных сумм для местных рок-групп.
Получив аванс, Курт первым делом погасил долги по аренде квартиры. К тому времени Дэйв Грол съехал от него, и Кобейн остался жить один. Он вновь сблизился с Диланом Карлсоном, и вместе они развлекались стрельбой по консервным банкам, хотя раньше Курт отказывался брать оружие в руки. В начале 1991 года Кобейн позвонил отцу после долгого перерыва и рассказал, что дела пошли в гору. Мать Курта также гордилась сыном и радовалась его карьере. Они сблизились ещё больше после того, как в январе 1991 года от СПИДа умер брат Венди Патрик.

#### Второй альбом.Nevermind
Для записи второго альбома «Нирвана» остановилась в студии Бутча Вига Sound City, расположенной в окрестностях Лос-Анджелеса. Музыканты обкатывали новые песни на концертах, перебирая различные варианты текстов. Студийная работа заняла несколько недель. К концу мая работа была закончена, а новые песни были опробованы на концерте в небольшом лос-анджелесском клубе Jabberjaw. Сведение альбома было завершено в начале июня. Вместо первоначального названия Sheep Курт остановился на Nevermind (с англ. — «Необращайвнимания»), точно отражавшем его отношение к жизни и привлекавшем своей грамматической неправильностью.
Завершив работу над альбомом, Курт делил своё время между промотурами и одиноким времяпровождением в собственной квартире. Он поддерживал отношения с Тоби, а также сдружился с Керри Монтгомери, бывшей подругой Марка Арма из Mudhoney. Вскоре Курт задолжал за аренду, и владелец дома выбросил его вещи, дневники и гитары на улицу, так что музыканту пришлось несколько дней ночевать в машине. Тем временем звукозаписывающая компания DGC начала работу над рекламой пластинки. Лейбл не строил больших ожиданий по поводу продаж, надеясь реализовать около 50 тысяч копий (для сравнения — тираж недавней пластинки Goo куда более известных Sonic Youth составил 118 тысяч экземпляров). 15 августа «Нирвана» выступила в клубе Roxy перед руководителями Geffen и произвела хорошее впечатление. Вице-президент компании осторожно предположил, что продажи Nevermind могут достигнуть 100 тысяч копий. Через несколько дней был снят клип «Smells Like Teen Spirit», одним из персонажей которого стал школьный уборщик, отсылающий к работе Курта в абердинской школе Уэтервакс. В августе 1991 года «Нирвана» отправилась в тур по Европе с Sonic Youth, в ходе которого уверенность Курта в собственных силах значительно возросла. Выступление в Рединге на самом крупном британском рок-фестивале перед 70 000 человек, где Курту удалось выступить со своим кумиром Юджином Келли из группы The Vaselines, музыкант позднее называл лучшим моментом своей жизни.
9 сентября в Великобритании вышел сингл «Smells Like Teen Spirit». 13 сентября группа отпраздновала предстоящий релиз альбома в сиэтлском клубе Re-bar, но музыканты были настолько пьяны, что их выгнали из заведения. 15 сентября на автограф-сессию в магазине Beehive Records пришло около двухсот человек вместо пятидесяти, и Курт начал подозревать, что становится знаменитым. 24 сентября второй альбом «Нирваны» Nevermind поступил в продажу. За четыре недели пребывания в американском хит-параде Billboard 200 пластинка поднялась со 144-го на 35-е место, чему способствовало распространение сингла «Smells Like Teen Spirit» по радиостанциям страны. Некоторые ведущие не решались пускать песню в ротацию из-за неразборчивого текста, но после большого количества звонков от слушателей её стали регулярно крутить в эфире. На телеканале MTV сначала отказывались показывать клип, однако в ноябре включили его в программу «120 минут», а позже добавили в регулярную ротацию в категории Buzz Bin.
Популярность группы стала ошеломляющей, все концерты проходили c аншлагом. Сначала Курт был рад тому, что его показывают по телевизору, но вскоре повышенный интерес окружающих начал его раздражать. Из-за возросшей ответственности он переживал по поводу звучания на живых выступлениях. Состояние усугублялось наркотической ломкой, которую музыкант скрывал от коллег по группе. Во время концерта в Далласе 19 октября у Курта произошёл нервный срыв: когда на сцену высыпали зрители, он сломал микшерный пульт и разбил гитарой голову охраннику. Музыканты взяли за правило крушить инструменты и оборудование, и менеджеру «Нирваны» приходилось еженедельно компенсировать причинённый ущерб.
Активные гастроли и ротация «Smells Like Teen Spirit» на радио и телевидении благотворно сказались на продажах Nevermind. Перед каждым концертом приходили всё новые данные о количестве проданных копий. Находясь в Сан-Диего, музыканты узнали, что было реализовано 100 000 экземпляров альбома, к Лос-Анджелесу эта цифра превысила 200 000, а по возвращении в родной Сиэтл в канун Хэллоуина Nevermind стал «золотым» с тиражом 500 000 проданных копий. Несмотря на внезапную славу, Курт Кобейн оставался бездомным, ему приходилось ночевать в гостиницах или у друзей. Когда Курту сказали, что его показывают по телевизору каждые три часа, музыкант ответил: «Не замечал этого. В машине, где я живу, нет телевизора».

#### Кортни Лав
Курт Кобейн и Кортни Лав познакомились 12 января 1990 года на концерте в Портленде. Вокалистка Hole сделала ему замечание из-за длинных грязных волос, а Курт в шутку опрокинул девушку на пол. После этого Кортни начала следить за карьерой «Нирваны». В конце 1990 года её подруга Дженнифер Финч стала встречаться с Дэйвом Гролом, а Лав призналась, что неравнодушна к Курту, отправив ему в подарок антикварную коробку в форме сердца с фарфоровой куклой и разными безделушками. В мае 1991 года они встретились на концерте L7 в Лос-Анджелесе; Кобейн поблагодарил Лав за подарок, и они долго разговаривали о музыке. Курт попытался ухаживать за Кортни и описывал её друзьям как «самую крутую девушку во всём мире». Через пять месяцев Лав внезапно застала своего любовника Билли Коргана в постели с другой. После скандала Лав неожиданно обнаружила, что в городе выступает «Нирвана», и встретилась с Куртом, остановившись в его гостиничном номере.
Любовный роман между Кобейном и Лав начался в ноябре 1991 года. Помимо романтических отношений, их связали наркотики: Кортни подсела на героин два года тому назад, поддавшись повальному увлечению рок-музыкантов Лос-Анджелеса, а Курт стал принимать его недавно, чтобы справиться с болью в желудке. Они находились в концертных турах, но ежедневно разговаривали по телефону или посылали друг другу факсы. Когда «Нирвана» впервые выступила вживую на популярном телевизионном шоу The Word, Курт обратился к зрителям с фразой: «Я хочу, чтобы вы все знали. Кортни Лав, вокалистка сенсационной поп-группы Hole, — это лучшая трахальщица в мире». В конце ноября Лав не выдержала разлуки, отменила концерт и прилетела к Курту в Амстердам, где они занимались сексом и принимали героин. 27 декабря 1991 года Курт дал интервью журналу BAM и признался, что они с Кортни собираются пожениться.
В январе 1992 года группа отправилась в Нью-Йорк, чтобы выступить на популярном телешоу Saturday Night Live. Курт бродил по городу в поисках наркотиков, и менеджеры группы стали беспокоиться о его состоянии. Музыкант перестал слушаться окружающих, и финансовое положение коллектива могло оказаться под угрозой. К тому же пришла новость, что в следующем номере Billboard Nevermind впервые в истории группы окажется на вершине американского хит-парада. В день записи — 11 января 1992 года — Кобейн не рассчитал дозу героина, и его тошнило весь день. Несмотря на ужасный вид и отвратительное физическое состояние, Курт сумел выйти на сцену и отыграл отличный концерт, закончившийся разгромом ударной установки и французским поцелуем Курта и Криста. Сразу после шоу Курт отправился в студию к диджею Курту Сент-Томасу, где дал длинное интервью для диска Nevermind: It’s an Interview. Разговор длился всю ночь, а наутро Кортни обнаружила Курта лежащим в номере без сознания: у него случилась передозировка. Лав отчаянно пыталась спасти Курта, обливала водой и била в солнечное сплетение, пока он не пришёл в себя.

### Хроника падения (1992—1993)

#### Рождение ребёнка и скандал сVanity Fair
В январе 1992 года стало известно, что Кортни ждёт ребёнка. Курт пришёл в отчаяние, так как понял, что во время зачатия они с Кортни принимали героин. Он боялся, что ребёнок родится с дефектами, и обратился к специалисту, который обнадёжил пару и прописал курс лечения. Курт и Кортни прошли тяжёлый курс быстрой детоксикации, запершись в отеле на несколько дней и принимая большие дозы снотворного и метадона. Через две недели Курт отправился в тур по Австралии, Новой Зеландии и Японии, где его вновь одолела боль в желудке. Кобейну прописали физептон, и он пристрастился к опиатам. 24 февраля 1992 года на Гавайях состоялась свадьба Курта и Кортни. Жених был одет в пижаму, а невеста — в платье, ранее принадлежавшее актрисе Фрэнсис Фармер. Во время медового месяца Курт вернулся к регулярному употреблению героина. Кортни отказалась от наркотиков, но Курт никак не мог совладать с собой. Он часто употреблял фразу «Я ненавижу себя и хочу умереть» и всерьёз намеревался назвать так следующий альбом. В марте 1992 года менеджеры «Нирваны» обратились к консультанту-наркологу Бобу Тимминсу, известному работой с рок-звёздами. Кобейн лёг в Седарс-Синайский госпиталь, где проходил лечение по программе «12 шагов», но вскоре перестал посещать терапевтические собрания. Вместе с Кортни он вернулся в Сиэтл и начал поиск дома для молодой семьи. Курт также встретился со своими родителями, устроив вечеринку в честь предстоящего рождения ребёнка. В мае 1993 года у Курта случился рецидив, и он вернулся к употреблению наркотиков, затрачивая до 400 долларов в день на героин. Он проводил целые дни дома, рисуя картины или сидя за телевизором.
Крист Новоселич с подругой не были приглашены на свадьбу Кобейна, потому что Курт считал, что они плохо относятся к Кортни. На следующий день Крист улетел в полной уверенности, что их дружба подошла к концу и «Нирвана» скоро распадётся. Группу приглашали на концерты и обещали огромные гонорары, но Курт отказывался выступать, решая собственные проблемы с наркотиками. Кроме того, фронтмен инициировал пересмотр неосмотрительно подписанного ранее контракта, согласно которому гонорары за написание песен делились поровну между ним, Новоселичем и Гролом. Вокалист хотел получать 75 % дохода за музыку и 100 % за тексты песен. Бас-гитарист и барабанщик сначала сочли это предательством, но когда Курт пригрозил распустить группу, согласились на его условия.
В июне «Нирвана» возобновила выступления в Европе. После первого же концерта Курта доставили в больницу из-за болей в животе. Журналисты связали госпитализацию музыканта с наркотиками, и в британских изданиях его стали обвинять в злоупотреблении героином. Последние два концерта в Испании были отменены, так как у Кортни начались преждевременные схватки. Супруги отправились в Калифорнию, а вернувшись домой, обнаружили, что ванна, в которой хранились гитары и дневники Курта, была затоплена. Кобейнам пришлось переезжать в новый дом в Северном Голливуде. Боли в желудке Курта усиливались, его начали посещать мысли о самоубийстве. Отчаявшись, он попробовал отказаться от метадона и вернулся к героину, но и это не помогло. 4 августа Курт отправился в Седарс-Синайский медицинский центр в третий раз, сменил терапевта и решился на двухмесячную программу по детоксикации. Через три дня в ту же клинику под вымышленным именем поселилась Кортни, чтобы спокойно провести остаток беременности и излечиться от неврастении.
18 августа 1992 года у Курта и Кортни родилась дочь, которую назвали Фрэнсис Бин Кобейн. Радость от появления первенца была омрачена выходом сентябрьского номера журнала Vanity Fair, в котором была опубликована статья, раскрывающая подробности личной жизни Кортни и употребление ею героина во время беременности. Курт пришёл в палату к Кортни с заряженным пистолетом и пригрозил, что если у них отберут дочь, то они совершат двойное самоубийство. Другие издания и информационные агентства подхватили поднятую тему, публикуя похожие материалы о детях музыкантов-наркоманов. В больницу прибыли сотрудники отдела защиты детей, а когда Кортни выписывалась, ей не разрешили забрать дочь с собой. Решением суда Фрэнсис был назначен опекун, а Курту предписывалось пройти 30-дневное лечение от наркотической зависимости.

#### Восстановление репутации
В конце августа Кобейн прибыл в Великобританию, где 30 августа было запланировано выступление «Нирваны» на фестивале в Рединге. Предстоящий концерт сопровождался слухами о распаде группы и болезни Кобейна, но музыканты блестяще отыграли сет-лист из 25 песен, подтвердив, что «Нирвана» всё ещё жива. Через несколько дней Курт вернулся в Лос-Анджелес и продолжил лечение в центре «Эксодус». 8 сентября он выступил на церемонии вручения награды MTV Video Music Awards. Группа собиралась сыграть вместо хитовой «Smells Like Teen Spirit» песню «Rape Me», но MTV запретили петь её из-за фразы «Изнасилуй меня», пригрозив исключением клипов «Нирваны» из эфира. Когда пришло время выступления в прямом эфире, Курт сыграл вступительные аккорды и первые строчки «Rape Me», но через несколько секунд переключился на запланированную «Lithium», чтобы трансляцию не успели прервать. На церемонии награждения Курт сказал зрителям, чтобы те не верили всему, что читают, намекая на статью в Vanity Fair. Ещё через неделю он дал первое за полгода большое интервью, рассказав журналисту Los Angeles Times о проблемах с героином, возможном распаде группы и рождении ребёнка, уверяя, что все неурядицы остались в прошлом.
Осень 1992 года Курт провёл в Сиэтле вместе с женой, дочерью и нянем Кали. Пока шло строительство нового дома Кобейнов, Курт останавливался в местных гостиницах, регистрируясь под именем Саймона Ричи или Билла Бейли. В октябре музыкант узнал, что без его ведома идёт работа над биографией «Нирваны». Курт и Кортни звонили одному из соавторов — Виктории Кларк — и оставили несколько угрожающих сообщений на автоответчике. Кларк передала записи в полицию, и Курт был вынужден признаться в содеянном. Чтобы сгладить последствия от статьи в Vanity Fair, в журнале Spin вышла публикация «Семейные ценности», в которой Кобейны предстали любящими и заботливыми родителями. Менеджеры «Нирваны» уговорили Курта дать согласие на выпуск авторизированной биографии группы. Также музыкант согласился на фотосессию для журнала Monk и дал интервью гей-изданию Advocate. В середине ноября суд Лос-Анджелеса постановил вернуть Фрэнсис Бин Кобейн родителям.

#### Третий альбом.In Utero
Рождение ребёнка и последовавшие события наложили отпечаток на творчество Кобейна того периода. Он провёл много времени, придумывая концепцию обложки сборника редких записей Incesticide, планировавшегося к выходу в конце года, и остановился на сюжете, где ребёнок-марионетка держит за руку отца и смотрит на цветы мака. Альбом увидел свет в канун Рождества и попал на 51-е место в чарте Billboard. Несмотря на отсутствие гастролей, за два месяца было продано более 500 000 экземпляров пластинки. Для записи нового студийного альбома была выбрана студия Pachyderm Studios в Миннесоте. Продюсером стал Стив Альбини, один из кумиров юношеских лет Курта, участник панк-группы Big Black. Кобейн стремился уйти от «вылизанного» звучания Nevermind к более сырому и естественному саунду. Запись прошла вдвое быстрее предыдущей студийной сессии, и к 20 февраля 1993 года основные партии были закончены. В марте Кобейн и Лав закончили судебную тяжбу с отделом защиты детей, избавившись от необходимости в опекуне над дочерью и потратив на разбирательства более 240 тысяч долларов. Выпуск альбома задерживался, так как лейблу не нравилось слишком «сырое» звучание. В мае был нанят звукорежиссёр Скотт Литт, который адаптировал песни «Heart-Shaped Box» и «All Apologies» для ротации на радио.
1 мая 1993 года Кобейн был госпитализирован из-за передозировки наркотиков. Венди и Кортни обнаружили Курта без сознания и пытались привести в чувство, но когда он стал синеть, вызвали полицию и скорую помощь. Кобейн отказывался от помощи, утверждая, что лучше умрёт, чем увидит в газетах новости о передозировке или аресте. В июне Кортни организовала психологическую интервенцию с участием Криста Новоселича, родителей и знакомых Курта, но встреча окончилась безрезультатно. У музыканта началась депрессия, он стал ещё более отчуждённым. 4 июня он напал на жену, повалил на пол и стал душить. Кортни вызвала полицию, и Курта отправили в окружную тюрьму, конфисковав оружие и боеприпасы, находившиеся в доме. Через несколько часов Кортни внесла залог за Курта, и его освободили, а обвинения в домашнем насилии были сняты.
Третий альбом «Нирваны» In Utero вышел 14 сентября 1993 года в Великобритании, а неделей позже — в США, где дебютировал на первом месте хит-парада Billboard. Кобейн не хотел давать концерты, но, оценив недополученную прибыль, неохотно согласился отправиться в тур. 25 сентября «Нирвана» выступила на шоу Saturday Night Live, исполнив две песни с участием виолончелистки Лори Голдстон и второго гитариста Пэта Смира. Курт посетил Атланту, где записывался очередной альбом Hole, и исполнил партию бэк-вокала для нескольких песен. 18 октября стартовал масштабный тур в поддержку In Utero, с новой программой, специально рассчитанной на стадионные концерты. Музыканты старались избегать хитовой «Smells Like Teen Spirit», отдавая предпочтение новому материалу и кавер-версиям. В ноябре группа прибыла в Нью-Йорк, где начала подготовку к выступлению на шоу MTV Unplugged. Курт выбрал для акустического концерта четырнадцать композиций, включая шесть кавер-версий, и сыграл несколько песен с музыкантами Meat Puppets. Несмотря на восторженные отзывы окружающих, Кобейн остался недоволен своей игрой, но позже смягчился и признал, что он был «чертовски хорош».
Концертный тур продолжался до декабря 1993 года. Курт продолжал испытывать боль в желудке, описывая в дневнике все подробности медицинских процедур. Его раздражали организаторы концертов, игнорировавшие райдер, где в качестве еды были указаны «только макароны и сыр „Крафт“». Он перестал доверять менеджменту группы и нанял Дилана Карлсона, чтобы перепроверять финансовые отчёты Gold Mountain. Отношения с родителями были не лучше: выбирая опекунов дочери на случай гибели родителей, его мать Венди была в списке лишь девятой, а родственников Кортни не было в нём вовсе. Подводя итоги 1993 года, Курт написал письмо в Advocate, где назвал своими достижениями новый альбом, который многие считали «коммерческим самоубийством», и рождение дочери Фрэнсис, «научившей меня быть более терпимым ко всему человечеству».

### Смерть

#### Попытка покончить с собой
В январе 1994 года Курт и Кортни переехали в новый дом в престижном районе Сиэтла. В трёхэтажном здании с пятью спальнями, которое стоило более миллиона долларов, разместились супруги, дочь Фрэнсис и нянь Кали. Курт проводил много времени с Диланом Карлсоном, поставлявшим наркотики и лекарства ему и Кортни. В конце января он узнал о том, что его мать Венди наконец-то развелась с Пэтом О’Коннором, а также встретился с дедушкой Лиландом, так как бабушка Айрис находилась при смерти в Сиэтле. «Нирвана» продолжала репетиции, но Курт часто пропускал сессии. Он не хотел выступать, отказался от участия в фестивале Lollapalooza, но согласился на двухмесячный тур по Европе. Группа также отправилась в студию Robert Lang Studios, где записала инструментальные партии для одиннадцати композиций, а также вокал к песне «You Know You’re Right».
Концерты по Европе начались с выступления во Франции. Курт путешествовал в одиночку в собственном автобусе и выглядел уставшим. На концертах он расстроился, увидев подростков, которые одобрительно кричали «героин», и уже после трёх концертов из запланированных тридцати восьми начал говорить об отмене тура. Курт терпел несколько недель из-за крупной неустойки, которую пришлось бы выплачивать при срыве гастролей, но после шоу в Мюнхене 1 марта не выдержал и сказал агенту, чтобы тот отменил два концерта, оставшихся до перерыва. Врач подтвердил, что Курту был нужен отдых, и выступления отложили до 11 марта.
3 марта Курт остановился в римской гостинице «Эксельсиор», где встретился с Кортни и Фрэнсис, которых не видел 26 дней. Когда наутро супруга проснулась, то увидела Курта лежащим на полу. Из носа текла кровь, в одной руке была зажата стопка долларов, а в другой — записка. В предсмертном послании Кобейн цитировал Гамлета, который должен выбирать между жизнью и смертью, и обвинял жену в измене с Билли Корганом. Принявшего смертельную дозу снотворного Кобейна доставили в поликлинику, сделали промывание желудка, и у него появился пульс. К вечеру Курт стал проявлять признаки жизни, и его состояние стабилизировалось. Лечащий врач сообщил журналистам, что кома Кобейна была связана с действием алкоголя и транквилизаторов, а не наркотиков. Согласно официальному заявлению Gold Mountain, Курт принял большую дозу лекарств случайно; о попытке самоубийства не сообщили даже коллегам Кобейна по «Нирване». Оставшиеся концерты европейского тура были отложены.
Кортни надеялась, что после инцидента в Риме Курт образумится и попробует отказаться от наркотиков. Она строго запретила героин в доме, но вместо этого Курт стал подолгу отсутствовать, останавливаясь в дешёвых гостиницах и принимая дозу там. Знакомые заметили изменения в его поведении и беспокоились, что из-за комы Кобейн мог получить повреждение мозга. «Он не казался живым. Раньше он был сложнее, а после этого стал чёрно-белым», — вспоминал Дилан Карлсон. Курт отказался от работы в группе и перестал посещать репетиции. Единственным музыкальным проектом, который его интересовал, была совместная работа с Майклом Стайпом из R.E.M.; в середине марта музыканты должны были отправиться в студию, но в последний момент Курт отказался.
12 марта в дом Кобейнов приехала полиция, откликнувшись на анонимный звонок, но супруги убедили, что у них была обычная ссора. 18 марта полиция приехала вновь, так как Курт заперся в комнате и угрожал покончить жизнь самоубийством; у него изъяли всё оружие и большое количество медицинских препаратов. Курт вернулся к беспорядочному употреблению героина с другими наркоманами, не заботясь о мерах предосторожности. После очередной передозировки его вынесли на улицу и оставили на заднем сиденье машины. Очнувшись, Курт твёрдо решил прекратить свои душевные и физические страдания, позвонил знакомому психиатру и договорился возобновить лечение. Он также попросил Дилана Карлсона купить ему оружие вместо конфискованного полицией, и тот приобрёл для Кобейна ружьё «Ремингтон».

#### Побег из клиники и самоубийство
В среду 30 марта 1994 года Кобейн прилетел в Лос-Анджелес и зарегистрировался в реабилитационном центре «Эксодус», где ему предстояло пройти четырёхнедельную программу. В пятницу его навестили дочь, знакомые и друзья, обратив внимание на то, что Курт хорошо выглядел; Кортни не рекомендовали приходить к супругу на ранних стадиях лечения, но они недолго поговорили по телефону. Вечером Курт вышел через чёрный ход, перелез через двухметровую стену, отправился в аэропорт и улетел в Сиэтл. Кобейн прибыл домой в субботу ночью, а наутро отправился в оружейный магазин, где купил патроны для ружья. Следующие два дня Курта видели в городе в нескольких местах. Во время ужина в ресторане его кредитная карта не сработала, так как Кортни заблокировала её, чтобы узнать местонахождение супруга, но Кобейн выписал чек. Во вторник 5 апреля Кортни отправила на поиски Эрика Эрландсона из Hole, и тот обыскал весь дом, обнаружив пропажу винтовки и запасов наркотиков, но не нашёл самого Курта. В среду и четверг они обошли квартиры знакомых, где мог скрываться Курт, а также местные отели, но не обнаружили следов музыканта. В четверг Кортни легла на стационарное лечение в «Эксодус», так как её попытки пройти детоксикацию в гостинице провалились.
В пятницу 8 апреля в дом Кобейнов прибыл электрик Гари Смит, чтобы установить систему безопасности. В 8 часов 40 минут утра он проходил мимо оранжереи, заглянул внутрь и обнаружил лежащее тело. В правом ухе была кровь, а на груди лежало ружьё, направленное в подбородок. Смит сообщил об этом в полицию и своему работодателю. Уже через двадцать минут в эфире радиостанции KXRX оповестили, что в доме Кобейнов найдено тело мужчины. Родители Кобейна услышали о смерти сына по телевидению или по радио. Кортни узнала об этом в лечебнице от знакомой и, прилетев в Сиэтл, увидела, что дом окружён полицией и журналистами.
В ходе судмедэкспертизы было установлено, что Курт Кобейн умер от раны, причинённой выстрелом в голову. Его голова была изуродована дробью. На оружии обнаружили нечёткие отпечатки, потому что ружьё выпало из рук после окоченения. Наиболее вероятной датой смерти называлось 5 апреля. В организме были обнаружены героин и следы транквилизаторов, концентрация наркотиков была близка к смертельной. Кортни настояла на том, чтобы ей отдали забрызганное кровью пальто мужа, а позже нашла и сохранила кусок его черепа с волосами.

#### Реакция
В течение дня местные радиостанции держали слушателей в курсе происходящего. В специальном выпуске программы MTV News обсуждались подробности жизни Кобейна и его наследие. В журнале Time сравнили степень интереса прессы с ажиотажем после убийства Джона Кеннеди, проведя параллели между ведущими Куртом Лодером и Уолтером Кронкайтом. В газете The Seattle Times сначала отделывались общими фразами про обнаруженное неопознанное тело; на следующий день на обложке субботнего номера появилась сделанная Томом Ризом фотография, на которой была видна половина лежащего тела Курта.
Трагические события привели к беспрецедентному количеству звонков на телефон доверия в Сиэтле. Линии были перегружены, и ответа приходилось ждать до четверти часа. 11 апреля в Сиэтле было зарегистрировано первое подражающее самоубийство, за которым последовали другие. По словам главы округа Гэри Лока, «Кобейн был талантливым артистом, но его последние действия подразумевали, что самоубийство — это нормально». После этого в прессе стали появляться предупреждающие сообщения, чтобы предотвратить дальнейшие смерти. Все выходные по радио транслировали песни «Нирваны», называя Кобейна «Джоном Ленноном своего времени». Сотни фанатов звонили на радиостанции и умоляли признаться, что смерть Кобейна — это всего лишь слухи.
После обнаружения тела Кобейна к трём часам дня записи «Нирваны» были раскуплены во всех музыкальных магазинах Сиэтла. Альбомы группы немедленно поднялись в национальном хит-параде: In Utero с 40 тысячами проданных копий за неделю переместился с 72-го места на 27-е, Nevermind (20 тысяч копий) со 167-го на 56-е, Incesticide вернулся в чарты на 147-м месте, и даже Bleach был распродан тиражом 9 тысяч экземпляров. Когда альбомы «Нирваны» исчезли из продажи, интерес слушателей переместился на новую работу Hole — альбом Live Through This, вышедший во вторник после смерти Кобейна. Пластинка и так была неплохо встречена критиками, но после смерти Кобейна ажиотаж вокруг неё был огромен, и весь тираж был раскуплен за считанные дни.

#### Прощание
Организацией похорон Курта Кобейна занялась менеджер Soundgarden и Alice in Chains Сьюзан Сильвер. В воскресенье состоялась публичная церемония прощания в Сиэтл-центре, на которую пришло семь тысяч человек. Крист Новоселич и Кортни Лав не сумели приехать, но записали свои сообщения на плёнку. Вдова музыканта зачитала часть предсмертной записки Курта, где он обращался к поклонникам и объяснял, что устал быть рок-звездой. В Церкви единства правды прошла частная панихида с участием семидесяти близких и родственников Курта, включая Кортни и Фрэнсис, Венди и Ким, Дона, Дженни и Лиланда Кобейнов. Через неделю Кортни передали урну с прахом Курта, часть которого она захоронила под ивой перед домом. В мае Кортни отправилась в буддистский монастырь, где монахи благословили останки и использовали их часть для создания мемориальной скульптуры.
Урна с прахом музыканта хранилась в доме Кобейнов до 1997 года, а после продажи здания Кортни забрала её в новый дом в Беверли-Хиллз. В последующие годы несколько раз предлагалось построить в Абердине памятник Кобейну и развеять пепел возле него или под тем мостом, где он, как считалось, провёл много времени в юности. 31 мая 1999 года в День поминовения состоялась последняя служба, организованная матерью Кобейна. Шестилетняя Фрэнсис развеяла часть пепла в ручье неподалёку от нового дома Венди в Олимпии в сопровождении пения буддийского монаха. Оставшийся прах Кобейна долгое время хранился у Кортни Лав. В 2008 году она заявила, что урна с останками была выкрадена из её дома в Лос-Анджелесе.

### После смерти

#### Конспирологические теории
Несмотря на официальное заключение о самоубийстве, вокруг смерти Кобейна стали появляться конспирологические теории. В 1998 году вышел фильм «Курт и Кортни», в котором описывалась версия, согласно которой за убийством Кобейна стояла его супруга. Вслед за этим была опубликована статья Who Killed Kurt Cobain?, где подвергалась сомнению работа должностных лиц, расследовавших смерть музыканта. Одним из приверженцев версии убийства Кобейна стал частный детектив Том Грант, нанятый Кортни Лав для поиска мужа в марте 1994 года. Утверждалось, что Кортни Лав завидовала успеху мужа и хотела избежать возможного развода. В записке Кобейна не было прямых отсылок к самоубийству, так что предполагалось, что она могла описывать желание Курта уйти из музыкальной индустрии. Поклонники теории сомневались в том, что музыкант мог физически нажать на курок, приняв смертельную дозу героина. В 2014 году Макс Уоллес и Ян Халперин издали книгу Love & Death. The Murder of Kurt Cobain, в которой поделились деталями собственного расследования.
В 2014 году Отделение полиции Сиэтла повторно рассмотрело дело о смерти Курта Кобейна, используя фрагменты плёнки, отснятой на месте смерти сразу после обнаружения тела. В результате подтвердились первоначальные выводы о том, что Кобейн покончил жизнь самоубийством. В 2021 году Федеральное бюро расследований опубликовало десятистраничный документ, содержащий два запроса на дополнительное рассмотрение дела, присланные в бюро в 2003 и 2007 годах. Согласно официальным ответам, расследование убийств входило в юрисдикцию местных органов власти, а представленные свидетельства были недостаточны для вмешательства ФБР.

#### Судьба «Нирваны»
После смерти фронтмена «Нирваны» Крист Новоселич и Дэйв Грол сначала планировали выпустить двойной концертный альбом группы, под рабочим названием Verse Chorus Verse. Вместо этого было решено издать пластинку MTV Unplugged in New York, которая дебютировала на вершине американского и британского хит-парадов. За следующие несколько лет вышло видео Live! Tonight! Sold Out!, содержавшее фрагменты выступлений группы и интервью, а также концертный альбом From the Muddy Banks of the Wishkah.
В 1995 году Дэйв Грол основал группу Foo Fighters, в которой выступил в роли фронтмена-гитариста. Во второй половине девяностых годов XX века коллектив выпустил три альбома — Foo Fighters (1995), The Colour and the Shape (1997) и There Is Nothing Left to Lose (1999). В 1997 году Крист Новоселич создал трио Sweet 75, а позже принял участие в недолговечной супергруппе The No WTO Combo вместе с Джелло Биафра и Кимом Тайилом, выпустив в 2000 году концертный альбом Live from the Battle in Seattle.
В начале 2000-х годов Новоселич, Грол и Кортни Лав начали работу над сборником неизданных композиций «Нирваны». В 2002 году вышел сборник хитов Nirvana, включавший ранее неизданную песню «You Know You’re Right». В 2004 году вышел бокс-сет With the Lights Out, состоящий из трёх дисков и DVD с редкими или неопубликованными песнями, а в 2009 году — концертный альбом Live at Reading, содержавший запись выступления в Рединге в 1992 году. С 2009 по 2013 год выходили переиздания альбомов Bleach, Nevermind и In Utero, приуроченные к их двадцатилетию. В 2014 году «Нирвана» была введена в Зал славы рок-н-ролла.

## Личность

### Мифологизация образа
Биография Кобейна и оценки его личности носили противоречивый характер. Подробности детства и юношества подавались в прессе со слов музыканта и часто искажались. Из-за своей застенчивости и неуверенности Курт пытался подать своё прошлое в более выгодном свете. На первых порах он использовал творческий псевдоним, называя себя «Курдт Кобейн». Широкую популярность получили мифы о том, что первым концертом в жизни Кобейна стало выступление панк-группы Black Flag, а первую гитару он купил на деньги, вырученные после продажи ружей, которые выловил из реки после ссоры родителей. Биограф Чарльз Р. Кросс обнаружил, что эти высказывания Курта не соответствовали действительности; Кобейн посещал концерты других групп и играл на гитаре задолго до этого. Ещё одним каноническим эпизодом биографии Курта было проживание под мостом после ухода из дома. Крист Новоселич настаивал, что Кобейн никогда не жил под мостом; там тусовались его друзья, но ночевать под этим сооружением было невозможно из-за постоянно меняющегося уровня воды. Писатель отмечал, что Кобейна интересовала не фактологическая правильность, а эмоциональная составляющая повествования. Он выстраивал факты так, чтобы они соответствовали его настроению и общему посылу.
Трагическая смерть Кобейна привела к идеализации его образа. Кобейна стали называть идолом панк-рокового движения, гениальным музыкантом и представителем Поколения X. Музыканта причислили к Клубу 27, объединяющему известных музыкантов, погибших в двадцатисемилетнем возрасте при загадочных обстоятельствах. Рисуя портрет депрессивного наркомана, склонного к самоубийству, медиа игнорировали последнее интервью Кобейна журналу Rolling Stone, в котором он признавался, что счастлив как никогда. Свидетельства того, что Курт был склонен к самоубийству, также стали появляться уже после его смерти, хотя при жизни об этом никто не вспоминал. Смерть Кобейна привела к переосмыслению места его группы на музыкальной сцене середины 1990-х: «Нирвану» стали называть одним из самых успешных гранжевых коллективов Сиэтла, забывая о том, что популярность Pearl Jam была куда большей. Самого Кобейна начали представлять мучеником, который не смог совладать со свалившейся на него популярностью. На фоне супруги он стал выглядеть «святым», хотя у него было достаточно собственных негативных качеств.

### Черты характера
Курт Кобейн был подвержен частым перепадам настроения, страдая от эмоциональной нестабильности. Причиной этого считается развод родителей, ставший для ребёнка трагедией. Курт почувствовал себя преданным, когда Дон Кобейн женился повторно. Проблемы в семье привели к тому, что его характер испортился: юный Курт начал дерзить родителям, стравливать их между собой и поступать назло. Он испытывал целую гамму чувств — ярость, неуверенность, депрессию, которые описывал в своём дневнике.
1. Не насилуй
2. Не будь предвзятым
3. Не будь сексистом
4. Люби своих детей
5. Люби своих близких
6. Люби себя

С детства Курт страдал от низкой самооценки. Он считал себя «лузером», неспособным добиться чего-то стоящего. Собственная мать называла Курта неудачником из-за плохой успеваемости, а её ухажёр оскорблял его из-за отсутствия постоянной подруги. Кобейн стеснялся собственного тела и часто надевал несколько комплектов одежды, чтобы скрыть свою худобу. Школьные знакомые называли его «тупоголовым» из-за низких оценок. Когда Кобейн увлёкся музыкой, то постоянно готовил себя к возможному провалу, и чтобы обезопасить себя от критики, придумал образ «Курдта Кобейна», позволявший дистанцироваться от собственных действий.
После того как Курта выгнали из дома, юноша испытывал постоянно растущее чувство одиночества. Частая смена школ и места жительства способствовала его отдалению от окружающего мира. Кобейну с трудом давалось общение с другими людьми, он боялся конфликтов и не мог прямо сказать музыкантам, что увольняет их из собственной группы. По мнению Чарльза Р. Кросса, пик замкнутости Кобейна наступил летом 1990 года, когда он перестал разговаривать, лишь изредка отвечая на вопросы. В более поздних дневниковых записях Кобейна тема одиночества появлялась неоднократно. В 1993 году он написал: «Я так устал плакать и мечтать, я очень, очень одинок. Есть тут кто-нибудь? Пожалуйста, помогите мне. Помогите мне!».
Кобейн сменил множество работ, нигде не задерживаясь надолго, из-за чего за ним закрепился образ беззаботного лентяя. Близкие музыканта опровергали мнение о лени Кобейна, подчёркивая, что в свободное время он занимался музыкой и живописью. Хотя многие приписывали успех «Нирваны» простому стечению обстоятельств, Кобейн усердно трудился над тем, чтобы стать знаменитым. Помимо написания песен, он контролировал звукозаписывающий процесс, оформлял обложки альбомов, генерировал идеи для видеоклипов, взял на себя существенную часть общения с прессой и даже придумывал дизайн футболок группы.

### Личная жизнь
Курт Кобейн начал интересоваться девушками в десятилетнем возрасте. В период полового созревания он стеснялся своего тела, так как был худым и низкорослым. В своём дневнике Кобейн сокрушался, что у него долго не было волос на лобке, непременного признака «зрелого мужчины». Когда Курту было шестнадцать, он попытался заняться сексом с умственно отсталой девушкой, но не смог перебороть отвращение: «Я попробовал трахнуть её, но не знал, как. Мне стало так преотвратно от того, как пахло её влагалище, и от неё воняло потом, поэтому я ушёл». Первой настоящей подругой Кобейна стала пятнадцатилетняя Джеки Хагара, и весной 1984 года он наконец-то лишился девственности.

Когда Кобейну исполнилось двадцать, он начал встречаться с Трейси Марандер, которая была на год старше Курта. Щуплый Курт сначала не мог поверить, что заинтересует красивую голубоглазую брюнетку, и сильно переживал по поводу их отношений. Трейси оказала Курту неоценимую помощь, поддерживая его морально и финансово, пока безработный Кобейн был полностью занят группой и арт-проектами. Они прожили вместе три года и расстались, так как Марандер ожидала от Курта большей привязанности. Кобейн не был к этому готов, начал изменять подруге и увлёкся Тоби Вэйл. В отличие от Трейси, Тоби относилась к Курту более легкомысленно и считала его очередным дружком, в котором не особо нуждалась. Несмотря на все усилия музыканта, через полгода Тоби бросила его, что стало для Кобейна серьёзным ударом. Он посвятил девушке несколько новых песен, впоследствии причисленных к лучшим образцам творчества «Нирваны», включая «Smells Like Teen Spirit», «Aneurysm», «Drain You» и «Lounge Act».
После кратковременного романа с фолк-исполнительницей из Бостона Мэри Лу Лорд в жизни Кобейна появилась Кортни Лав. Вокалистка рок-группы Hole была типичной панк-рокершей со сложной биографией, пробовавшей себя в роли актрисы, диджея, танцовщицы и стриптизёрши. Её настойчивый и вызывающий характер был полной противоположностью скромности Кобейна. Многие считали, что Лав связалась с Кобейном по расчёту, чтобы жить в достатке и развивать собственную карьеру. В лагере «Нирваны» относились к Кортни настороженно, так как их связь с Куртом совпала с периодом увлечения музыканта героином. Предполагаемая прагматичность Лав стала причиной появления теорий об убийстве Кобейна, так как ходили слухи, что незадолго до этого музыкант решил подать на развод.
Единственной дочери Курта Кобейна Фрэнсис Бин Кобейн на момент самоубийства отца было два года. В последующие годы её опекунами попеременно были то Кортни Лав, то мать и сестра Курта Кобейна. К дочери фронтмена «Нирваны» с детства было приковано внимание прессы и поклонников. Она признавалась в «известности по умолчанию» и мечтала о карьере в шоу-бизнесе. После окончания школы Фрэнсис Бин Кобейн стала художницей и моделью.
Редкие слухи о гомосексуальности Кобейна не имели под собой оснований и подпитывались самим музыкантом. В школе его действительно дразнили геем из-за дружбы со студентом-гомосексуалом. «Я начал гордиться тем фактом, что я гей, хотя никогда им не был», — признавался Кобейн. Позднее Кортни Лав поддерживала этот миф, утверждая, что Курт «переспал с половиной парней в Сиэтле». Музыкант использовал этот образ для борьбы с предрассудками, распространёнными в его родном Абердине. Чтобы шокировать публику, он наряжался в женскую одежду на концертах или в видеоклипах, давал интервью гей-изданиям и даже целовался на публике с Кристом Новоселичем.

### Религиозность
Первые свидетельства увлечения Кобейна религией датированы 1984 годом. Проживая у Ридов, Кобейн посещал баптистскую церковь, а также присутствовал на собраниях Молодёжной христианской службы. В октябре 1984 года он принял крещение. В течение нескольких недель после этого Курт вёл себя как истовый верующий, отчитывая Джесси Рида за курение марихуаны и пренебрежение Библией. Это время совпало с одним из периодов трезвости Курта. Увлечение религией продлилось недолго, уже летом 1985 года по ночам Кобейн расписывал стены зданий богохульственными граффити «Выкинь Христа» и «Бог — гей». Трейси Марандер вспоминала, что Курт говорил о религии редко, а в немногочисленных духовных дискуссиях утверждал, что Дьявол сильнее Бога.
Разочаровавшись в христианстве, в середине 1980-х годов Кобейн увлёкся буддизмом. Он не был практикующим верующим, но смотрел ночную телевизионную программу о буддизме. Название собственной группы Курт выбрал, впечатлившись понятием «нирваны», означающим достижение совершенства. Он увлекался джайнизмом и после окончания карьеры собирался примкнуть к джайнам, поклонявшимся животным. Кортни Лав тоже увлекалась буддизмом, вместе они молились каждую ночь. После смерти Кобейна Кортни хранила часть его пепла в буддийской урне, а позже развеяла над ручьём в сопровождении пения буддийского монаха.

### Отношение к славе
Панк-рок оказал большое влияние на творчество и образ жизни Кобейна, но его отношение к славе было неоднозначным. Противопоставляя себя мейнстриму и поп-культуре, Кобейн не отказывался от известности, позволявшей выражать свои мысли и воззрения посредством СМИ. Недостаток медийного освещения стал ключевой причиной разрыва с лейблом Sub Pop. Вплоть до конца 1991 года группа, слушатели и журналисты были частью одного андеграундного сообщества, а редкое общение с прессой доставляло наслаждение начинающим музыкантам.
Отношение Курта Кобейна к известности поменялось в конце 1991 года. Аудитория «Нирваны» изменилась, вместо немногочисленных знакомых из тусовки на концерты стали приходить подростки, не интересующиеся музыкой. Количество интервью резко выросло и в сочетании с изнурительными гастролями стало доставлять ощутимый дискомфорт. Интервью потеряли дружественный характер, превратившись в обременительный атрибут коммерческого успеха. Фронтмен использовал их, чтобы «выпустить пар», часто раздражаясь из-за некомпетентности собеседников. С 1992 года Кобейн пошёл на открытую конфронтацию с менеджментом и прессой, стал игнорировать мейнстримные СМИ и устраивал откровенные провокации. На обложке журнала Rolling Stone он появился в самодельной футболке с надписью «Корпоративные журналы всё ещё отстой»; на церемонии MTV Video Music Awards специально исполнил первые аккорды запрещённой песни «Rape Me»; когда на британском шоу Tops of the Pops группу заставили выступать под «минусовку», в знак протеста Кобейн исполнил «Smells Like Teen Spirit» низким загробным голосом.
После скандальной статьи в журнале Vanity Fair ненависть Кобейна к прессе перешла на новый уровень. В песнях начали появляться прямые цитаты из журнальных публикаций, навешивающих ярлыки на музыканта. Статьи в журналах стали представлять угрозу частной жизни и безопасности Курта и его семьи. Он не общался с прессой около года, после чего начал кампанию по возвращению симпатий читателей. Известному журналисту Майклу Азерраду было поручено написать комплиментарную книгу о группе. Кобейн дал несколько интервью изданиям Advocate и New York Times, где предстал в роли не просто музыканта, но знаменитости, которая делится сокровенными подробностями личной жизни.
В 1993 году члены «Нирваны» вернулись к групповым интервью, представая перед журналистами единым целым. Им приходилось опровергать слухи о конфликтах между музыкантами и менеджментом. После выхода In Utero количество публикаций существенно уменьшилось. В начале 1994 года Кобейн безуспешно пытался справиться с наркотической зависимостью и избегал внимания прессы, появившись в эфире лишь дважды. Заключительное интервью он дал по телефону журналисту издания Fender Frontline 11 февраля 1994 года, а последним опубликованным обращением Кобейна стала его предсмертная записка.

## Здоровье

### Желудочное заболевание
После развода родителей у Курта впервые проявились проблемы с желудком. Из-за недоедания он оказался в больнице, где ему сделали рентген желудка с барием. Родители посчитали расстройство наследственным, ведь от болей в желудке страдала Венди Кобейн. После начала концертной деятельности боли в животе Кобейна усилились. В августе 1989 года Кобейн обратился в клинику в Такоме за консультацией, но диагноз поставить не удалось. Он попробовал обратиться к другому врачу, но сбежал после приёма, так как боялся сдавать кровь. Трейси Марандер предполагала, что причиной болей был рацион Курта, состоящий из жирной и жареной пищи, а также отсутствие в меню овощей, которых он принципиально избегал.
К осени 1991 года Кобейн прошёл десять желудочно-кишечных обследований, консультировался с пятнадцатью врачами и попробовал около пятидесяти лекарств для лечения язвы и гастроэнтерита. Отчаявшись, он начал думать о самоубийстве. Музыкант решил гасить боль тяжёлыми наркотиками, преодолев страх перед уколами. Впоследствии желудочная боль Кобейна неоднократно становилась причиной отмены концертов «Нирваны». Многие считали, что Курт рассматривал свою болезнь как повод продолжать принимать наркотики, но сам музыкант отрицал это.
Кобейну так и не удалось выяснить окончательный диагноз и вылечить хроническую болезнь желудка. Через двадцать лет после его смерти было высказано предположение, что музыкант страдал синдромом раздражённого кишечника, который можно было бы диагностировать и вылечить при современном уровне развития науки.

### Наркотическая зависимость
Истоки привязанности Курта к наркотикам берут начало в раннем детстве музыканта. Курт страдал синдромом дефицита внимания и гиперактивности, и ему прописали риталин. Впоследствии было установлено, что употребление препарата вызывает привыкание и увеличивает вероятность наркотической зависимости. Аналогичное лекарство в детстве давали Кортни Лав. Впоследствии они говорили об этом и соглашались, что, испытав в детстве чувство эйфории, хочется повторить подобное во взрослом возрасте.
Курт Кобейн экспериментировал с наркотиками начиная с тринадцати лет. В восьмом классе он пристрастился к марихуане и ЛСД, принимая их сначала с друзьями, а после — дома в одиночку. В Монтесейно не было недостатка в плантациях «травы», позволявшей местным жителям отвлечься от будней депрессивного города. Кобейн обнаружил, что можно «кайфовать», вдыхая пары аэрозоля, и собирал бесплатные образцы геля для бритья Edge по всей округе. К 1987 году Кобейн тратил бо́льшую часть денег на пиво, марихуану и ЛСД, выделяясь этим на фоне друзей. «Я достиг максимума в этом деле. Попробовав их один раз, вы начинаете движение по наклонной. Я никогда не принимал наркотики для ухода от реальности, я всегда принимал их, чтобы учиться», — рассказывал Курт во время первых крупных гастролей.
Кобейн долгое время воздерживался от приёма тяжёлых наркотиков. В ноябре 1990 года, переживая разрыв с Тоби Вэйл и испытывая сильную желудочную боль, Кобейн сумел преодолеть страх перед иглами и уколоться героином. Первое время он принимал его редко, так как не мог себе это позволить, но к середине 1991 года стал употреблять несколько раз в неделю. К осени 1991 года героин стал частью ежедневной рутины Кобейна. В своём дневнике он признавался, что стал «героинщиком» сознательно, так как опиаты помогали справиться с постоянной болью в желудке. В конце 1991 года слухи о пристрастии Курта просочились в прессу, а менеджеры группы осознали, что зависимость фронтмена «Нирваны» угрожает финансовому успеху группы.
Первые попытки излечиться от зависимости Кобейн предпринял в начале 1992 года, узнав о беременности Кортни Лав. Они заперлись в отеле «Холидей Инн» и прошли ускоренную детоксикацию, преодолевая жестокую ломку с помощью метадона и снотворного. В отличие от супруги, Курт вернулся к употреблению героина, когда на концертах в Японии и Австралии к нему вернулась жгучая желудочная боль. Кобейн несколько раз безрезультатно ложился на лечение в госпиталь Cedars-Sinai в Лос-Анджелесе. Позже он обратился к доктору Роберту Фримонту, который предложил экспериментальный курс лечения, применяя незаконный лёгкий наркотик бупренорфин, облегчавший боль без побочных эффектов. Всего с января по август 1992 года Кобейн потратил на медицинские услуги более 75 тысяч долларов.
В 1993 году наркотики стали обыденностью в доме Кобейнов. Уровень дозировки Кобейна становился опасным для жизни, у него случилось несколько передозировок. Менеджмент «Нирваны» свыкся с тем, что приходится иметь дело с наркоманом, и перед каждым выступлением Курта осматривали, чтобы убедиться, что он не находится в состоянии наркотического опьянения. Когда ему не удавалось достать героин, он принимал кокаин, метамфетамины или прочие лекарственные средства, вроде оксикодона. Знакомые дилеры стали отказываться снабжать его героином, так как не хотели, чтобы музыкант умер на пороге их дома. Кобейн до последних дней вводил себе в вены наркотики, в том числе в обществе незнакомцев, игнорируя гнойные нарывы на руках и не боясь заражения крови. Когда тело музыканта было найдено, уровень героина в его крови был близок к летальному.

### Склонность к самоубийству
Смерть Курта Кобейна считается одним из самых известных самоубийств в истории. Новость о его смерти обошла первые страницы газет по всему миру, а имя Кобейна стало синонимом самоубийства. Основной причиной трагедии сначала считали неспособность справиться со внезапно обрушившейся славой, но позже принимали во внимание генетическую предрасположенность Кобейнов, его затянувшуюся депрессию, злоупотребление алкоголем и наркотиками, а также доступ к огнестрельному оружию.
В округе Грейс-Харбор, где родился и вырос Кобейн, был один из самых высоких процентов самоубийств в стране. Нестабильный регион с высоким уровнем безработицы располагал к депрессии. Курт был не первым самоубийцей в семье Кобейнов. Один брат его деда Лиланда Кобейна застрелился из пистолета, когда Кобейну было двенадцать лет, а другой застрелился позже после смерти жены. Дедушка матери Курта Джеймс Ирвинг ударил себя ножом на глазах у всей семьи и через несколько месяцев убил себя в психоневрологическом госпитале. Зная о судьбе родственников, в подростковом возрасте Курт шутил, что у него «гены самоубийцы». В 1982 году Кобейн снял любительский фильм, в котором притворялся, что резал вены острыми краями банки из-под газировки, и истекал фальшивой кровью. Школьный друг Джон Филдс вспоминал, что Курт хотел стать звездой и умереть молодым на пике славы, как Джими Хендрикс. Когда он бросил школу и ушёл из дома, ранняя смерть продолжала оставаться навязчивой идеей музыканта. На вопрос соседа о том, кем Курт видит себя в тридцатилетнем возрасте, Кобейн невозмутимо отвечал, что не планирует дожить до тридцати.
Суицидальные мысли Кобейна усилились после обострения проблем с желудком. «Ко мне тотчас же вернулась та знакомая жгучая тошнота, и я решил покончить с собой, чтобы остановить эту боль. Я купил оружие, но вместо этого выбрал наркотики», — писал он в своём дневнике. Джесси Рид вспоминал, что одной из любимых записей Курта была видеокассета с сенатором Робертом Дуайером, выстрелившим себе в голову в прямом эфире. По мнению Чарльза Р. Кросса, отсылки к самоубийству содержались в большинстве интервью, которые музыкант давал в 1993 году. Несмотря на частую депрессию, окружающие не решались намекнуть знаменитости о проблемах с психическим здоровьем и необходимости лечения. В марте 1994 года Курт впервые попытался покончить с собой, выпив огромную дозу снотворного, а через несколько дней заперся в комнате, угрожая тем, что застрелится. Семья Кобейна скрывала проблемы от окружающих, так что когда Кобейн попросил Дилана Карлсона купить ему винтовку, это не вызвало у того подозрений.
В предсмертной записке Кобейн обращался к воображаемому другу Бодде. Он жаловался, что перестал получать удовольствие от музыки и нахождения на сцене и не хотел обманывать слушателей. Музыкант признавался в любви супруге и дочери, но считал, что им будет лучше без него. В завершение он благодарил всех за письма и заботу «из полыхающей пропасти своего разрывающегося желудка», и цитировал Нила Янга, предпочитая «вспыхнуть и сгореть дотла, чем сохранить тепло и медленно догореть».

## Творчество
1. The Stooges — Raw Power
2. Pixies — Surfer Rosa
3. The Breeders — Pod[англ.]
4. The Vaselines — Dying for It[англ.]
5. The Shaggs — Philosophy of the World
6. Fang[англ.] — Landshark
7. MDC[англ.] — Millions of Dead Cops[англ.]
8. Scratch Acid — Scratch Acid[англ.]
9. Saccharine Trust — Paganicons
10. Butthole Surfers — Butthole Surfers
11. Black Flag — My War
12. Bad Brains — Rock for Light
13. Gang of Four — Entertainment!
14. Sex Pistols — Never Mind the Bollocks, Here’s the Sex Pistols
15. The Frogs[англ.] — It's Only Right and Natural[англ.]
16. Пи Джей Харви — Dry
17. Sonic Youth — Daydream Nation
18. The Knack — Get the Knack[англ.]
19. The Saints — Know Your Product[англ.]
20. Kleenex[англ.] — что угодно…
21. The Raincoats — The Raincoats[англ.]
22. Young Marble Giants — Colossal Youth
23. Aerosmith — Rocks
24. Сборник What Is It
25. R.E.M — Green
26. Shonen Knife[англ.] — Burning Farm[англ.]
27. The Slits — «Typical Girls[англ.]»
28. The Clash — Combat Rock
29. The Faith[англ.] / Void[англ.]- Faith / Void Split[англ.]
30. Rites of Spring — Rites of Spring
31. Beat Happening — Jamboree[англ.]
32. Tales of Terror[англ.] — Tales of Terror[англ.]
33. Ледбелли — Leadbelly’s Last Sessions Vol. 1
34. Mudhoney — Superfuzz Bigmuff
35. Дэниел Джонстон — Yip/Jump Music[англ.]
36. Flipper — Album – Generic Flipper
37. The Beatles — Meet the Beatles!
38. Half Japanese — We Are They Who Ache with Amorous Love[англ.]
39. Butthole Surfers — Locust Abortion Technician
40. Black Flag — Damaged
41. Fear[англ.] — The Record
42. Public Image Ltd — The Flowers of Romance
43. Public Enemy — It Takes a Nation of Millions to Hold Us Back
44. Marine Girls[англ.] — Beach Party[англ.]
45. Дэвид Боуи — The Man Who Sold The World
46. Wipers — Is This Real?
47. Wipers — Youth of America
48. Wipers — Over the Edge
49. Mazzy Star — She Hangs Brightly[англ.]
50. Swans — Young God[англ.]

### Композитор
Музыкальный стиль Кобейна сформировался под влиянием его детских пристрастий, юношеских увлечений, а также друзей и знакомых по сиэтлской сцене. Будучи ребёнком, Кобейн увлекался The Beatles и поп-музыкой. В юношеском возрасте он открыл для себя панк-рок и группы альтернативного рока, такие как Killing Joke или Pixies. Он был знаком с музыкантами местных групп Bikini Kill, Beat Happening, Mudhoney, Melvins и Earth, а также гастролировал с Dinosaur Jr., Sonic Youth и R.E.M., черпая вдохновение у них. Дневники Кобейна содержали отсылки к десяткам других артистов, включая The Raincoats, Meat Puppets и Ледбелли.
Курт Кобейн был автором большинства песен «Нирваны». Он приходил с готовыми музыкальными идеями, которые развивал с другими участниками группы. Согласно воспоминаниям Криста Новоселича, песни Кобейна строились вокруг гитарных риффов, но также отличались вокальной фразировкой. Тексты были для Курта вторичны и появлялись в последнюю очередь. Аранжировки песен во время концертных выступлений чаще всего оставались неизменными.
Песни «Нирваны» сочетали идеологию инди-рока и мелодичность поп-музыки, объединяя хеви-металическое звучание с постиндустриальным белым шумом. Кобейн вдохновлялся аранжировками Pixies, построенными на контрастах, где за тихими и спокойными частями песен следовали громкие и жёсткие, а чистый гитарный звук сменялся эффектами хоруса и дисторшна. Басовые линии Криста Новоселича выделялись своей мелодичностью и простотой, а агрессивный стиль игры Дэйва Грола на барабанах как нельзя лучше подходил «Нирване».
Ранние песни Кобейна отличались незамысловатостью и грубостью звучания. На фоне тяжёлых и мрачных композиций Bleach выделялась «About a Girl», написанная под влиянием The Beatles и являющаяся предтечей фирменного звука Кобейна, сочетая элементы рок- и поп-музыки. Nevermind был сведён более тщательно, песни стали более выверенными, а звучание группы — более приглаженным. «Smells Like Teen Spirit» стала образцовым радио-хитом, выделяясь заглавным риффом, содержащим аллюзии на песни «More Than a Feeling» Boston и «Louie Louie» The Kingsmen. «Come As You Are», «Lithium» и «In Bloom» были выстроены по знакомым канонам, попеременно представляя спокойные и агрессивные фрагменты, а акустические «Polly» и «Something In The Way» отражали задумчивую часть натуры Кобейна. Последней полноформатной работой музыканта стал альбом In Utero, возвращающий группу к андеграундным корням. Звучание пластинки стало более сырым, необработанным и тяжёлым, в противоположность перепродюсированному Nevermind, но так и не позволило Кобейну избавиться от ярлыков мейнстрим-исполнителя.
Наиболее вероятным образцом дальнейшего творчества Кобейна считался акустический альбом «Нирваны» MTV Unplugged in New York. Вокалист R.E.M. Майкл Стайп в 1994 году подтвердил намерения Кобейна: «Да, он много говорил о том, в каком направлении будет двигаться. Я имею в виду, что знаю, как звучал бы следующий альбом „Нирваны“. Он был бы очень тихим и акустическим, с большим количеством струнных инструментов».

### Автор текстов
Курт Кобейн писал не только музыку, но и тексты песен «Нирваны». Процесс создания песен всегда начинался с музыки, слова появлялись в последнюю очередь. Тексты записных книжек Кобейна были испещрены набросками текстов, которые он накладывал на готовую мелодию. На раннем этапе развития «Нирваны» слова не имели большого значения, так как голос Кобейна тонул в общем шуме, издаваемом инструментами. Позднее некоторые радиодиджеи отказывались ставить в эфир хитовую «Smells Like Teen Spirit» из-за того, что не могли разобрать её текст. Кобейн соглашался, что его пение трудно воспринять на слух, и позже стал задумываться о печати текстов.
Кобейн не вкладывал глубокий смысл в свои тексты, а составлял их так, чтобы они соответствовали музыке. Он высмеивал критиков, анализировавших слова песен с точки зрения фрейдизма, и говорил, что 90 % расшифровок были неверны. Майкл Азеррад считал сочетание смысла и бессмыслицы типичным стилем Кобейна, а Бутч Виг называл его одной из причин популярности группы: «Эта двусмысленность, эта невнятица — в ней всё дело. Привлекало к песне не то, что она написана „голосом поколения“. Курт, возможно, и сам толком не осознавал, что он имеет в виду, но совершенно очевидны его злость, его раздражение, его отчуждение. Всё это работает на другом уровне. „Smells Like Teen Spirit“ напоминает мне, как песни Боба Дилана действовали на молодёжь 60-х».
По признанию Кобейна, в дебютном альбоме «Нирваны» Bleach его личная вовлечённость в создание текстов была невысокой: «Я не особо вдумывался в тексты, это совершенно очевидно». Майкл Азеррад обнаружил в них целый ряд отсылок к реалиям Абердина, образу жизни провинциальных американцев и внешнему виду местных металлистов. «About a Girl» была написана в ответ на замечание Трейси Марандер, что Курт не пишет о ней песни, а «Downer» содержала политический подтекст, как у других панк-роковых групп. В газете The Rocket обратили внимание на отсутствие единого творческого направления в дебютной работе «Нирваны», а Кобейн подтвердил это в своём дневнике: «Мои тексты — это большая куча противоречий. Они делятся на мои искренние чувства и мнения, а также саркастические, обнадёживающие и забавные развенчания клише и богемных идеалов, которые поблёкли с годами. Я стремлюсь быть страстным и искренним, но также люблю веселиться и строить из себя дурака».
Заряжайте ружья и собирайте друзей.

Так весело проиграть и притворяться.

Ей слишком скучно, она самоуверенна.

Но нет, я знаю одно грязное словечко.

Привет, привет, привет, чего такая грустная?

Привет, привет, привет!

С выключенным светом всё не так опасно.

А вот и мы, развлекай нас.

Я чувствую себя глупым и заразным.

А вот и мы, развлекай нас.

Мулат. Альбинос.

Комар. Моё либидо.

Эй!
Load up on guns and bring your friends

It's fun to lose and to pretend

She's over bored and self assured

Oh no, I know a dirty word

Hello, hello, hello, how low?

Hello, hello, hello!

With the lights out, it's less dangerous

Here we are now, entertain us

I feel stupid and contagious

Here we are now, entertain us

A mulatto. An albino

A mosquito. My libido

Yay!
Тексты Nevermind не были подчинены какой-то определённой теме и казались бессвязным набором идей, образов и эмоций. «Я очень редко пишу на одну и ту же тему. В конце концов эта тема мне надоедает, и в середине песни я уже пишу что-то другое, а заканчиваю песню вообще другой идеей», — объяснял Кобейн. Несочетающиеся слова и выражения складывались в требуемые эмоции, концепция которых становилась более понятной. Так, фраза «Мулат, альбинос, комар, моё либидо» из припева «Smells Like Teen Spirit» не имела смысла, но давала понять, что исполнитель очень возбуждён. Кобейн признавался в двойственности своих песен, где он представал то нигилистом, то ранимой личностью: «Я похож на большинство людей моего возраста. В один момент они саркастичны, а в другой — заботливы». Кобейн пытался откреститься от ярлыка «голоса поколения», но соглашался, что его песни были близки молодым американцам девяностых, чьи родители часто разводились, становились пьяницами или увлекались наркотиками.
В отличие от двух предыдущих альбомов «Нирваны», при работе над In Utero у Кобейна было достаточно времени, чтобы написать тексты. В жизни Кобейна произошло много событий, нашедших отражение в словах песен или заставлявших их переосмыслить. Песня «Rape Me», изначально написанная о насилии, теперь выражала гнев по отношению к журналистам и поклонникам, беспокоившим Курта и Кортни ради сенсационной статьи или автографа; строка «мой любимый внутренний источник» была отсылкой к анонимному респонденту, который выдал изданию Vanity Fair подробности из жизни пары. «Serve the Servants» сочетала сразу несколько сокровенных тем, включая Нирваноманию, критику Курта и Кортни в СМИ, отношения Кобейна с отцом и развод его родителей. Медицинская тема пронизывала бо́льшую часть текстов, перечисляющих разнообразные болезни и недуги, и нашла отражение в названии альбома «В утробе». Кобейн признавался, что слишком поздно осознал «медицинский» уклон и не намеревался делать альбом концептуальным.
Последней песней Кобейна стала «You Know You’re Right», записанная в студии в январе 1994 года, за два месяца до смерти. Композиция представляла собой характерное для Кобейна сочетание уничижительной лирики и сарказма, заканчиваясь восклицанием «Боль», растянутым на десять секунд.

### Фронтмен
В отличие от глэм-роковых звёзд середины 1980-х годов, выступавших в вычурных нарядах и макияже, сценический образ Кобейна был приближен к тому, как Курт и его сверстники выглядели в реальной жизни. Это не было позёрством, первые несколько лет существования «Нирваны» музыканты бедствовали и выступали в повседневной одежде. Кобейн носил дешёвые джинсы Levi’s, кардиганы и клетчатые рубашки, которые покупал на распродажах или в магазинах секонд-хенд. Комплексуя по поводу худобы, он надевал несколько слоёв одежды, чтобы казаться больше. Небрежное и «антимодное» отношение Кобейна к внешнему виду стало частью гранжевого стиля, распространившегося после взрыва популярности «Нирваны». В моду вошли порванные джинсы, клетчатые фланелевые рубашки, а также одежда больших размеров. Превращение в «икону стиля» разочаровало Кобейна, так как противоречило ценностям идеологии панк-рока. Чтобы шокировать публику, он стал носить на концертах экстравагантные наряды. Являясь противником гомофобии и женоненавистничества, Кобейн неоднократно надевал женскую одежду, а в 1993 году появился на обложке журнала The Face в платье, с макияжем и лаком на ногтях.
На сцене Кобейн был похож на семафор с голосом, руками и длинными волосами. Когда он стонал, завывал или визжал, а его пальцы ложились на струны гитары, руки публики вздымались вверх, будто волны. В грохоте гитарного фидбэка и задыхающихся усилителей он окунался в столпотворение ударов и пинков или пел как замёрзшая птица.
Onstage, Cobain was like a semaphore with voice and hands and lank hair. How he groaned or howled or squawked, and where he placed his fingers on the strings of the guitar sent the hands of an audience keeling like waves. In the din of feedback and throttled amps, he was known to charge into a pandemonium of kicks and thrashings or sing like a frozen bird.
Поведение Курта на сцене отличалось высокой энергетикой. «Когда он был за сценой, он был замкнутым. Когда он был на ней, то выкладывался полностью», — вспоминал музыкант из Олимпии Слим Мун. В октябре 1988 года Кобейн впервые разбил свою гитару об землю в порыве ярости. Это стало визитной карточкой группы, и после концертов музыкант собирал грифы сломанных инструментов и корпуса расколоченных колонок, чтобы починить их для следующих выступлений. Иногда Кобейн прыгал на ударную установку или разбивал её с помощью гитары.
В случае с Куртом Кобейном, вы ощущали, что имеете дело с реальным человеком, а не его восприятием, не с картинкой или картонным стендом. Вы чувствовали, что между вами ничто не стоит, это было очень задушевно. Очень немногие способны на это.
With Kurt Cobain, you felt you were connecting to the real person, not to a perception of who he was — you were not connecting to an image or a manufactured cut-out. You felt that between you and him there was nothing — it was heart-to-heart. There are very few people who have that ability.
Курт Кобейн не обладал настолько же широким вокальным диапазоном, как другие гранжевые исполнители, такие как Лейн Стэйли и Крис Корнелл, но выделялся эмоциональностью и искренностью. Хриплый голос Кобейна стал одной из составляющих успеха «Нирваны», наряду с его интимной лирикой и вызывающим поведением на сцене. Кобейн был самоучкой и никогда не занимался вокалом профессионально. Во время записи Nevermind он пробовал посещать преподавателя по вокалу, но забросил учёбу после первых же упражнений на распевку. Он легкомысленно относился к своему голосу, много курил и принимал наркотики. От других исполнителей сиэтлской сцены его отличало глубокое понимание динамики песен, а также способность совмещать пение и крик, подобно Джону Леннону в «Twist and Shout». Он умело владел голосом и мог исполнять как интроспективные задушевные композиции, так и агрессивные песни, требовавшие экстремального рычания.

### Гитарист
Курт Кобейн освоил гитару в подростковом возрасте. Первым риффом, который он выучил, был «Back in Black» AC/DC. Вскоре Кобейн увлёкся панк-роком и начал писать собственные песни. Гитарные партии всегда лежали в основе композиций «Нирваны». Кобейн придумывал запоминающиеся ритмические аккордовые последовательности, отдавая предпочтение простым аккордам, игнорируя сложные джазовые гармонии или техничные соло-партии. По словам продюсера Nevermind Бутча Вига, у Кобейна был «своего рода первобытный инстинкт гитариста; многое было следствием его панковского происхождения… когда тебе приходилось учиться всему самостоятельно». Простота инструментальных партий «Нирваны» сближала группу со слушателями, их музыку могли играть даже начинающие гитаристы. Курт Кобейн часто опускал строй гитар на полтона или тон, а также широко использовал строй Drop D, настраивая шестую струну ниже обычного. Многие песни «Нирваны» строились на пауэр-аккордах, состоявших из двух нот. Лёгкие в исполнении, они позволяли Кобейну сосредоточиться на пении. Гитарист часто обогащал звучание, используя открытые струны, добавлявшие к основным аккордам «грязь» и диссонанс, типичные для панк-рока. Помимо основных ступеней тональности, Кобейн расширял риффы добавлением хроматических нот. Сольные партии в исполнении Кобейна встречались редко, в основном носили минималистичный характер и были основаны на вариациях основной мелодии. Кобейн часто использовал эффект гитарного фидбэка, наполняя помещение шумом от взаимодействия искажённой дисторшном гитары и акустической системы. 

Одними из первых гитар Кобейна стали дешёвые Univox Hi-Flier, покрашенные в белый цвет и «санбёрст». Кобейн также использовал синий Gibson SG, а также реплику Greco Mustang, купленную в магазине Guitar Maniacs в Такоме. После выхода Nevermind его основной гитарой стал недорогой Fender Mustang 1969 года выпуска, который можно увидеть в видеоклипе «Smells Like Teen Spirit». Несмотря на посредственное качество звучания и плохое держание строя, Кобейн называл их «самыми любимыми гитарами в мире». Другим знаковым инструментом Кобейна стал левосторонний Fender Jaguar 1965 года со звукоснимателями DiMarzio и дополнительным регулятором громкости. На концертах Кобейн часто использовал японские стратокастеры, самым запоминающимся из которых был чёрный инструмент с наклейкой «Вандализм». Среди других примечательных инструментов Кобейна — Fender Telecaster 1993 года выпуска, Epiphone ET-270 и Mosrite Gospel Mark IV. Самой известной акустической гитарой Кобейна стал Martin D-18E 1950 года, использовавшийся во время концерта MTV Unplugged in New York. Для записи песен «Polly» и «Something in the Way» музыкант использовал подержанную гитару Harmony Stella, купленную на барахолке за тридцать долларов, натянув на неё пять струн из двенадцати. Также Кобейн иногда играл на акустике Epiphone Texan 1961 года выпуска.
Многолетняя любовь Кобейна к гитарам Fender вылилась в создание модели Fender Jag-Stang, вдохновлённой его идеями. Музыкант хотел совместить достоинства двух любимых инструментов Jaguar и Mustang и сделал набросок, разрезав их фотографии вдоль и приложив их друг к другу. Кобейн обратился в мастерскую Fender, где изложил свою концепцию инженеру Ларри Бруксу. Компания изготовила два левосторонних прототипа, один из которых Кобейн успел попробовать на концертах европейского тура в начале 1994 года. После смерти Кобейна Кортни Лав подарила инструмент гитаристу R.E.M. Питеру Баку. Начиная с 1995 года Fender Jag-Stang производится серийно.
Любимым усилителем Кобейна был Fender Twin Reverb 1960 года выпуска, который использовался для записи альбомов In Utero и MTV Unplugged. Похожее устройство применялось и при записи дебютного альбома «Нирваны» Bleach. Во время студийных сессий Nevermind Кобейн играл через предусилитель Mesa/Boogie Studio в сочетании с 800-ватным усилителем Crown Power Base 2, который позже сменил на Crest 4801. На концертах Кобейн предпочитал акустические системы Marshall, используя от двух до восьми «кабинетов» с двенадцатидюймовыми динамиками Celestion, но заклеивал логотип Marshall клейкой лентой из-за нелюбви к бренду. Кобейн обходился минимумом педалей эффектов, чаще всего применяя дисторшн Boss DS-1, который в своих интервью путал с моделью Roland EF-1. Во время записи Nevermind Кобейн использовал педаль «турбо-дисторшн» Boss DS-2. На песнях «Come As You Are» и «Smells Like Teen Spirit» можно услышать эффект хоруса, который достигался с помощью педали Electro-Harmonix Small Clone. Из гитарных аксессуаров Кобейн чаще всего использовал струны Dean Markley толщиной 0,010—0,052 дюйма и оранжевые медиаторы Dunlop Tortex Standard .60mm.

### Художник
Художественные навыки Кобейна проявились в раннем детстве. В пятилетнем возрасте он реалистично срисовывал персонажей Микки Мауса и Плуто с фотографий. Бабушка Айрис поощряла увлечение внука, вместе они вырезали репродукции образов Нормана Роквелла на шляпках грибов. Когда Курту исполнилось десять лет, он стал рисовать автомобили, грузовики, гитары, а также первые порнографические изображения. В четырнадцать лет Кобейн начал снимать короткометражные фильмы. В старшей школе Курт увлёкся рисованием комиксов, сочиняя автобиографические истории о вымышленных персонажах. К концу восьмидесятых он всё чаще отходил от двумерных изображений, отдавая предпочтение объёмным композициям. Курт коллекционировал подержанные вещи и делал из них причудливые конструкции, заполняя ими комнаты своего жилища. Особый интерес у Кобейна вызывали части тела. Его работы были наполнены порнографией, а у нарисованных фигур часто были переставлены половые органы.
В восьмидесятые годы Кобейн стал автором множества рисунков, картин, инсталляций и скульптур, но с началом активной карьеры «Нирваны» стал уделять изобразительному искусству меньше внимания. Тем не менее он продолжал оставаться автором идей для обложек большинства альбомов и видеоклипов группы. Для обложки Bleach была выбрана инвертированная фотография группы, сделанная Трейси Марандер. Мысль поместить плавающего мальчика на обложку Nevermind возникла у Курта и Дейва Грола после просмотра фильма о родах под водой. Для Incesticide была выбрана картина Кобейна, изображающая двух марионеток. Наконец, на задней обложке In Utero был размещён коллаж, состоящий из моделей зародышей и частей тела, усыпанных орхидеями и лилиями. Идеи Кобейна были воплощены в видеоклипах «Нирваны», таких как «Come As You Are» и «Heart-Shaped Box», и концертном видео Live! Tonight! Sold! Out!, вышедшем после его смерти. Сохранился придуманный Куртом сценарий видеоклипа «Rape Me», так и не воплощённый в жизнь.
После смерти Кобейна его работы рассматривались искусствоведами как ещё одна сторона личности музыканта, дополнявшая его образ. Хронология работ Кобейна, изложенная в его дневниках, в документальном видеофильме «Курт Кобейн: Чёртов монтаж», а также представленная на выставках и аукционах, позволяла проследить превращение юноши-бунтаря во всемирно известного рок-музыканта, не справившегося со внутренними демонами, связавшего жизнь с наркотиками и покончившего с собой.

## Наследие

### Признание при жизни
Главным достижением Кобейна и его группы считается альбом Nevermind, очутившийся на вершине национального хит-парада в начале 1992 года и ставший настоящим музыкальным прорывом. В то время на сцене господствовал хейр-метал. Motley Crue, Def Leppard и Van Halen выделялись своими масштабными шоу и запоминающимися песнями о наркотиках, сексе и рок-н-ролле, находящимися на стыке метала и поп-музыки. Nevermind был полной противоположностью мейнстрима того времени. Звучание альбома не подходило для радиостанций, было слишком сырым и грубым. Музыканты одевались на сцене как обычные люди, а не рок-звёзды, и выступали в узком кругу местных слушателей, а не на огромных стадионах. Тексты Кобейна зачастую казались лишёнными смысла, но брали не рациональностью, а эмоциональностью. Его творчество выражало весь спектр эмоций, включая злость, агрессию, замешательство и протест. Эти чувства были характерны для американской молодёжи начала 1990-х, что сделало Кобейна таким популярным, а его песни — своеобразными гимнами целого поколения. Критики называли музыку «Нирваны» альтернативным воплощением термина «хард-рок», кардинально отличающимся от направления, заданного глэм-рокерами конца восьмидесятых.
В течение нескольких недель из подающего надежды андеграундного коллектива «Нирвана» стала одной из самых известных групп в мире. Nevermind был восторженно принят как слушателями, так и музыкальными критиками, и помог альтернативной рок-музыке стать частью мейнстрима. Всемирная известность Кобейна привела к взрывному росту интереса к его родному городу. Подобно The Beatles и Ливерпулю, Бобу Марли и Ямайке, Сиэтл стал неотъемлемо ассоциироваться с Кобейном и «Нирваной», а стиль местных команд получил собственное название — гранж, или «саунд Сиэтла». Популяризации местного сообщества способствовали публикации в прессе и кинофильмы, такие как «Одиночки» Кэмерона Кроу. Вслед за «Нирваной» на мировую сцену вышли другие сиэтлские группы, составившие «большую четвёрку гранжа»: Alice in Chains с хитовой «Man in the Box», Pearl Jam и их «Jeremy», а также Soundgarden. Типичным атрибутом гранжевых групп стали считаться фланелевые рубашки, которые так любил Кобейн, а позже — героин, ставший определяющим наркотиком сиэтлской сцены. В глянцевых журналах появились статьи о визуальной эстетике гранжа, а общий ажиотаж вокруг сиэтлской субкультуры был сравним с расцветом движения хиппи.

### Посмертное значение
Смерть Кобейна ознаменовала собой начало заката эры гранжа. Музыкальное движение лишилось лидера, который устанавливал тренды и являлся примером для подражания. По мнению автора книги «Случайная революция: история гранжа» Кайла Андерсона, после самоубийства Кобейна вышло лишь два альбома, ставших определяющими для жанра, — Live Through This Hole и Vitalogy Pearl Jam. В то же время появление «Нирваны» на вершине музыкальных хит-парадов открыло дорогу к успеху другим группам альтернативного рока. Во второй половине 1990-х годов их достижения повторили Oasis, Radiohead, Creed, Bush и другие альт-роковые команды. Вышедший после смерти Кобейна концертный альбом MTV Unplugged in New York также послужил толчком к возобновлению интереса к акустической музыке.
Творчество Кобейна стало неотъемлемой частью мировой музыкальной культуры. В 1999 году музыкальный канал MTV поставил «Smells Like Teen Spirit» на третье место в списке музыкальных клипов всех времён и народов; в 2021 году в аналогичном рейтинге Rolling Stone клип занял 13-е место. В 2003 году в журнале Rolling Stone альбом Nevermind был помещён на 17-ю позицию в списке лучших альбомов, а «Smells Like Teen Spirit», — на 9-е место в числе лучших песен. В 2003 году вышел список «100 величайших гитаристов всех времён», составленный Дэвидом Фрике, в котором Кобейн занял 12-е место; музыкант был включён и в обновлённый список 2011 года, расположившись на 73-й позиции. На сайте Loudwire Кобейна поместили на третье место в рейтинге самых влиятельных гранж-икон, назвав его вклад настолько глубоким, что период популярности гранжа совпал со временем активности самого музыканта.

### Персональное влияние
Персона Кобейна повлияла на несколько поколений музыкантов разнообразных стилей. Вокалист Weezer Риверс Куомо написал свои первые песни под впечатлением от Nevermind, Саймон Нил из Biffy Clyro решил стать музыкантом по примеру Кобейна, Джаред Лето из 30 Seconds To Mars признавался, что «Нирвана» вдохновила его взять в руки инструмент и творить, а фронтмен Ash Тим Уилер называл получение автографов Курта Кобейна и Кортни Лав поворотным моментом в своей карьере. Влияние «Нирваны» обнаруживалось в ранних работах альт-роковых и постгранжевых групп, таких как Bush, Seether и Fangclub.
Поп-дива Лана Дель Рей называла музыку Кобейна одним из главных источников вдохновения и образцом бескомпромиссности, а панк- и фолк-музыкант Фрэнк Тёрнер признавался, что творчество Кобейна заставило его отказаться от приверженности метал-музыке в пользу более искреннего звучания. Лана Дель Рей, Шакира и Майли Сайрус отмечали физическую привлекательность Кобейна, последняя называла Курта «парнем своей мечты».
Помимо рок- и поп-музыки, наследие Кобейна прослеживается в творчестве хип-хоп-исполнителей. Lil Wayne и A$AP Rocky называли «Smells Like Teen Sprit» важной песней, сыгравшей роль в их становлении. Влияние музыки Кобейна также признавали Public Enemy и Jay Z. Рэпер Kid Cudy выпустил видео под названием «Кид Кади выражает своё уважение Курту Кобейну», а Post Malone отыграл трибьют-концерт из 15 композиций «Нирваны» в помощь пострадавшим от COVID-19, надев цветочное платье и имитируя один из сценических образов Кобейна.
В 2019 году в честь Кобейна был назван новый вид бабочек Cynaeda cobaini.

## Состояние
После смерти Кобейна его семья унаследовала собственность музыканта и стала получать регулярные отчисления от продажи альбомов «Нирваны», а также памятных предметов, связанных с жизнью и творчеством Кобейна. В 2006 году Кобейн возглавил список самых богатых мёртвых знаменитостей, составленный журналом Forbes. За год он принёс наследникам около 50 миллионов долларов, оставив позади Элвиса Пресли, Чарльза Шульца, Джона Леннона и Альберта Эйнштейна. Изначально Кортни Лав принадлежало около 98 % издательских прав группы, а остатком владели Крист Новоселич и Дэйв Грол, но в 2006 году Лав продала 25 % своей доли бывшему генеральному директору Virgin Records Лоуренсу Местелу.
Большой популярностью на аукционах пользовались музыкальные инструменты, принадлежавшие Кобейну. Его гитара Mosrite Gospel Mark IV ушла в 2006 году за 131 тыс. долларов, а через два года бывший знакомый музыканта продал за 100 тыс. долларов гитару Fender Mustang, разбитую Кобейном на концерте в Нью-Джерси в 1991 году. Открытки и рисунки школьных времён Кобейна оценивались в 10-15 тысяч долларов. Футболка, в которой Курт отыграл последний концерт 1 марта 1994 года, была продана за 8 750 фунтов. Рекордная сумма — 140 тысяч долларов — была выручена после продажи серого кардигана Кобейна, в который он был одет на шоу MTV Unplugged in New York. «Кортни даже не могла себе представить, сколько эти вещи будут стоить сегодня. Это цены, как у Джона Леннона», — признавался распорядитель аукциона, рассказывая о бизнесе вокруг памятных вещей Кобейна.

## Память

### В произведениях культуры
При жизни Курта Кобейна вышла книга Майкла Азеррада Come as You Are: The Story of Nirvana. Опубликованная в 1993 году биография «Нирваны» описывала подробности жизни юного Курта в Абердине, обстоятельства развода его родителей и подробности становления будущего музыканта. После смерти Кобейна книга Азеррада была переиздана с добавлением раздела, описывающего последний год жизни артиста. Аудиозаписи интервью, взятых Азеррадом, легли в основу документального фильма «Курт Кобейн: О сыне», вышедшего в 2006 году. В 2001 году вышла книга бывшего редактора сиэтлской газеты The Rocket Чарльза Р. Кросса Heavier Than Heaven. Она содержала большое количество ранее недоступной информации, включая подробности самоубийств в семье Кобейна, однако подверглась критике из-за слишком субъективного описания последних часов жизни музыканта. Ещё одной примечательной биографией музыканта стала книга менеджера «Нирваны» Дэнни Голдберга Serving the Servant: Remembering Kurt Cobain, вышедшая в 2019 году и приуроченная к 25-летию со дня смерти Кобейна. В 2002 году были изданы «Дневники» Курта Кобейна, содержавшие упорядоченные в хронологическом порядке личные материалы музыканта, охватывающие период с 1988 по 1994 год, включая выдержки из дневника, тексты песен, письма и рисунки. В 2004 году была опубликована книга Макса Уоллеса и Яна Халперина Love & Death: The Murder of Kurt Cobain, описывающая теорию, согласно которой за смертью Кобейна стояла его супруга Кортни Лав.

Жизни и наследию Курта Кобейна посвящено несколько документальных фильмов. В 1998 году вышла лента «Курт и Кортни», снятая британским режиссёром Ником Брумфилдом. Картина расследовала сомнительные обстоятельства гибели музыканта и показывала, как смерть Кобейна использовалась его близкими в собственных целях. В 2006 году увидел свет документальный фильм «Курт Кобейн: О сыне», содержавший ранее не издававшиеся фрагменты аудиозаписей интервью Кобейна, сделанных Майком Азеррадом, и виды городов, с которыми была связана жизнь Кобейна, — Абердина, Сиэтла и Олимпии. Фрэнсис Кобейн и Кортни Лав также приняли участие в съёмках фильма «Курт Кобейн: Чёртов монтаж», который транслировался на телеканале HBO в 2015 году. Кадры с участием Кобейна можно увидеть в документальной картине «1991: Год прорыва панка», посвящённой гастролям Sonic Youth, в фильме «Хайп!», посвящённом ажиотажу вокруг гранжевой сцены, а также в картине Pearl Jam Twenty, приуроченной к двадцатилетию Pearl Jam. В 1998 году вышла малобюджетная картина «Бдение», героями которой стали молодые фанаты «Нирваны», направляющиеся на похороны Кобейна из Летбриджа в Сиэтл. Смерть музыканта также лежит в основе мелодрамы «Мой мальчик», снятой в 2002 году по мотивам одноимённого бестселлера Ника Хорнби. В 2006 году Гас Ван Сент выпустил картину «Последние дни», описывающую последние дни жизни рок-музыканта по имени Блейк, напоминавшего Курта Кобейна. Режиссёр рассказывал, что фильм не претендовал на документальность, а являлся реакцией на спекуляции вокруг смерти Кобейна.
1. Шерил Кроу — «Maybe Angels»
2. 50 Cent — «A Baltimore Love Thing»
3. Дина Картер — «One Day At A Time»
4. The Cranberries — «I’m Still Remembering»
5. The Cult — «Sacred Life»
6. Талиб Квели — «I Try»
7. Нил Янг — «Sleeps With Angels»
8. Патти Смит — «About A Boy»
9. Red Hot Chili Peppers — «Tearjerker»
10. Лили Аллен — «Air Balloon»

В 2009 году персонаж Кобейна был включён в компьютерную игру Guitar Hero 5. Согласие Кортни Лав на использование образа музыканта вызвало недовольство поклонников и других участников «Нирваны». Музыканты разрешили использовать песни «Smells Like Teen Spirit» и «Lithium», но позже выяснилось, что компьютерный аватар может исполнять и другие композиции, например, «You Give Love a Bad Name» Bon Jovi. В журнале Rolling Stone назвали это сочетание песни и артиста невообразимым, а Дэйв Грол и Крист Новоселич потребовали исключить образ из игры. В 2009 году в лондонском театре Трафальгар была представлена пьеса «Курт и Сид», описывающая воображаемую встречу музыкантов «Нирваны» и «Секс Пистолз». В 2012 году стало известно о планах Кортни Лав поставить на Бродвее мюзикл, посвящённый Кобейну. Изначально вдова музыканта отрицала слухи, открещиваясь от дальнейшей коммерциализации наследия Кобейна, но в 2014 году сообщила о возобновлении работ над постановкой, заручившись поддержкой дочери и сославшись на поддержку фанатов в социальных сетях.

### На родине музыканта
После смерти Кобейна его поклонники начали оставлять сообщения и памятные знаки в сиэтлском Виретта-Парке, расположенном неподалёку от дома и места смерти музыканта. Со временем парк и несколько скамеек, на которых, по слухам, любил сидеть Кобейн, стали местом постоянного паломничества фанатов. В 2014 году скамейки, украшенные именами, цитатами и текстами песен «Нирваны», были проданы на аукционе. Вместо них были установлены две новые лавочки, возле которых в день смерти Кобейна ежегодно собираются его фанаты. Не меньшей популярностью пользуется дом Кобейна на бульваре Лейк-Вашингтон, где он жил четыре месяца незадолго до смерти. Оранжерея, в которой было найдено тело Кобейна, была снесена Кортни Лав, а сам дом продан вдовой музыканта за 2,9 млн долларов. 
В родном Абердине находится несколько достопримечательностей, связанных с жизнью и смертью Кобейна. На въезде в город установлена табличка «Come As You Are» (с англ. — «Приходи, какой ты есть»), отсылающая к одной из самых известных песен «Нирваны». На берегу реки Уишки разбит Мемориальный парк Курта Кобейна, где расположены мемориальная доска, несколько граффити и гранитная стела с цитатами Кобейна. Также предлагалось переименовать абердинский мост Young Street Bridge в мост Курта Кобейна, но решение было отвергнуто городским советом. 5 апреля 2011 года в Абердине был открыт памятник в честь Кобейна, представляющий собой увеличенную бетонную копию гитары музыканта, над которой «развевается» бронзовая лента со строками из песни «On a Plain». В городе также есть аналог голливудской Аллеи славы, содержащий звезду с именем Курта Кобейна. В 2014 году в Абердине был учреждён День Курта Кобейна, отмечающийся 20 февраля, в день рождения музыканта, а в историческом центре города открыли ещё один памятник Кобейну, изображающий плачущего Курта, играющего на акустической гитаре. В 2021 году дом в Абердине, в котором Кобейн жил с 1968 по 1984 год, был признан памятником культуры. Владелец здания объявил о том, что планирует закончить его реставрацию и принимать в нём частные экскурсии с 2022 года.

### Увековечение памяти
- Мемориальный парк Курта Кобейна[англ.]) в Абердине, штат Вашингтон, США
- Улица Курта Кобейна в Зыковском поле, Добрянский городской округ Пермского края[323]

## Справочные данные

### Дискография
Nirvana
Студийные альбомы
- 1989 — Bleach
- 1991 — Nevermind
- 1993 — In Utero

Концертные альбомы
- 1994 — MTV Unplugged In New York
- 1996 — From The Muddy Banks Of The Wishkah
- 2009 — Live at Reading

Сборники
- 1992 — Incesticide
- 2002 — Nirvana
- 2005 — Sliver — The Best Of The Box

Бокс-сеты
- 1995 — Singles
- 2004 — With The Lights Out

Прочие релизы
- 1992 — Nevermind It’s An Interview
- 2004 — Selections From With The Lights Out
- 2004 — Nightly Nirvana
- 2004 — Sliver

В составе компиляций
- 1988 — Sub Pop 200 («Spank Thru»)
- 1989 — Teriyaki Ashtma («Mexican Seafood»)
- 1990 — Hard to Believe («Do You Love Me?»)
- 1990 — Heaven & Hell: A Tribute to the Velvet Underground[англ.] («Here She Comes Now»)
- 1991 — Kill Rock Stars («Beeswax»)
- 1991 — The Grunge Years («Dive»)
- 1993 — Eight Songs For Greg Sage And The Wipers («Return Of The Rat»)
- 1993 — No Alternative («Sappy»)
- 1993 — The Beavis And Butt-Head Experience («I Hate Myself And I Want To Die»)
- 1994 — DGC Rarities Vol. 1 («Pay To Play»)
- 1994 — Fifteen Minutes («Here She Comes Now»)
- 1996 — Fender: 50th Anniversary Guitar Legends («Come As You Are»)
- 1996 — Home Alive - The Art Of Self Defence («Radio Friendly Unit Shifter» — live)
- 1996 — Hype! («Negative Creep»)
- 1996 — SNL 25 («Rape Me» — live)[324]

Сторонние проекты
- 1985 — Fecal Matter («Spank Thru»)
- 1989 — The Go Team («Scratch It Out», «Bikini Twilight»)
- 1989 — The Jury («Where Did You Sleep Last Night», «They Hung Him On A Cross», «Grey Goose», «Ain’t It A Shame»)
- 1990 — Марк Ланеган — The Winding Sheet («Down In The Dark», «Where Did You Sleep Last Night»)
- 1991 — Earth — Extra-Capsular Extraction («A Bureaucratic Desire For Revenge»)
- 1993 — Уильям Берроуз и Курт Кобейн — The "Priest" They Called Him[англ.]
- 1993 — Melvins — Houdini («Sky Pup», «Spread Eagle Beegle»)
- 1993 — Hole — Live Through This («Asking For It», «Old Age»)
- 1995 — Earth — Sunn Amps And Smashed Guitars Live («Divine And Bright»)[324]

### Видеография
- 1992 — «1991: Год прорыва панка»[325]
- 1996 — «Хайп!»[325]
- 1996 — Teen Spirit: The Tribute to Kurt Cobain[англ.]
- 1998 — «Курт и Кортни»[325]
- 1998 — «Бдение (по Курту Кобейну)»[325]
- 2005 — «Последние дни»[325]
- 2006 — «Курт Кобейн: О сыне»[325]
- 2006 — The Last 48 Hours of Kurt Cobain[англ.]
- 2011 — Pearl Jam Twenty[325]
- 2015 — «Курт Кобейн: Чёртов монтаж»[325]
- 2015 — Soaked in Bleach[англ.][326]